# ドラゴンボールヒーローズ
『ドラゴンボールヒーローズ』（DRAGON BALL HEROES）は、鳥山明の漫画『ドラゴンボール』およびそのテレビアニメ『ドラゴンボール』、『ドラゴンボールZ』、『ドラゴンボールGT』、『ドラゴンボール改』、『ドラゴンボール超』を題材としているトレーディングカードアーケードゲーム。

## 概要
データカードダス初の派生シリーズで、ドラゴンボールシリーズのアーケードカードゲームでは初めてデータカードダスの名を冠していない作品であると同時にカードにバーコードを一切使わず、フラットパネルリーダーというステージに配置させて操作するというシステムが採用されている。そのため、過去のデータカードダスシリーズのカードの連動はない。モニターはワイド画面になっている。『ヒーローライセンスセット』に付いている『ヒーローアバターカード』を使うと、プレイヤーの分身のキャラクター（ヒーローアバター）がゲームに登場できる。また、『スーパーヒーローライセンス』と呼ばれるデーターカードを使ってヒーローアバターのデータやバトルデータをセーブできる。また、タイトル画面でスーパーヒーローライセンスをライセンス読み取り機にタッチすると、データを閲覧できる。
2016年11月9日より順次サービス終了。2016年11月17日より新筐体・データカードダスDを用いた新シリーズ『スーパードラゴンボールヒーローズ』に移行された。

## 遊び方
クレジットを投入すると、まずメニュー選択画面が現れる。「ゲームで遊ぶ」を選ぶと一人用でゲームが開始される。「店内対戦」を選ぶと別の台のプレイヤーと対人戦で遊ぶことができる。ゲームをプレイせずカードだけ購入する場合には「カードを買う」を選択するとその場でカードが払い出される。最大25枚まで連続買いが可能。スーパーヒーローライセンスを所持している場合、機会の右下にある読み込み機にタッチする。未使用のカードの場合（データが引き継いである物を除く）、アバターのヒーローロボの名前と年齢の登録が必要。その後カードが1枚排出される。その際に連続購入もでき（ゲームで遊ぶ時は6枚まで）、HPやアバターの経験値アップなどのボーナスも獲得できる。次に遊びたいミッションモードと戦いたいエイジ（時代）を選択し、その次に戦いたい敵を選択する（敵によって難易度が異なる）。その後、使用するカードの表面（カードのイラストが描かれている面）を上にしてパネルに配置して登録する（カードを裏返しに置くと、カードが認識されない）。ヒーローアバターカードを登録する場合は、3種類のタイプから戦いたいタイプを選択できる。カードは7枚まで同時に使用することができる。カードの読み込み枚数が3枚以下の場合、5人になるようにユニットが補充される。ヒーローアバターは1人しか登録できない。

### カードの見方
必殺技・HP（体力）・パワー・ガード
アビリティによって能力がアップする。
ヒーローエナジー「HE」ヒーローエナジーがたまると必殺技やアルティメットユニットが発動できるようになる。
アルティメットユニット
発動メンバーと一緒に組むと特殊効果を発揮する。
超ユニット技
特別なアルティメットユニット。発動メンバーと一緒に組むと超ユニット技が発動する。敵に大ダメージを与える特別な連携必殺技が発動できる。
超ユニット効果
特別なアルティメットユニット。発動メンバーと一緒に組むと超ユニット効果が発動する。自分チームに有利な効果や、敵チームに不利な効果を与える。
アビリティ
能力がアップしたり色々な効果で自分チームを手助けしたり相手を弱体化できる。
カードアクションアビリティ
特定の条件を満たすと発動。カードを動かすことで発揮するアビリティ。
タッチアクションアビリティ
特定の条件を満たすと発動。タッチパネルを指で動かしたりし、相手を攻撃する。さらに、追加効果も発生する。
バトルアイコン
表面の左下にアイコンマークと色がついている。それぞれの特性を発揮することができ、連携攻撃をすると効果を発揮する。連携する仲間が多いほど効果がアップする。
ヒーロータイプ
防御が高く、気絶しにくい。連携攻撃をすると自分の戦闘力が上がる。必殺技やアルティメットユニットが使いやすく、弱点がない。ただし、バーサーカータイプよりもダメージが入りにくい。
エリートタイプ
気弾攻撃が得意。防御がやや低めだが、初期気力値が高い。相手を気絶にさせやすく、連携攻撃をすると気力を回復できる。
バーサーカータイプ
攻撃が高く、敵の体力を一気に減らす。連携攻撃をすると相手のヒーローエナジーを減らすという固有の能力で相手を邪魔することが可能。しかし、防御、気力耐性が低く、気絶になりやすい。
スペシャルタイプ
SH1弾で登場。気力を持たない上に攻撃を受けない。アタックエリアやサポートエリアに配置すると強力効果が発動する（例：SH6−SEC3 大神官 未知数の存在）。アタックエリアに配置すると、自分チーム全員のパワーが＋30000（そのラウンド1回限り）。

ヒーローアバター
ゲームに登場させるプレイヤーの分身。スーパーヒーローライセンスで登録させ、ヒーローアバターカードを使うことでそのアバターが登場する。戦うことでレベルが上がり、アビリティを覚えていく。レベルが上がるとステータスが上がり、最初から選択できる「ヒーロータイプ」の他にも、レベル8以上で「エリートタイプ」、レベル12以上で「バーサーカータイプ」を選ぶことができるようになる。また、仲間との友情レベルを上げると、ステータスが上がったり技を覚えたりする。デザインは鳥山明の許可を得て開発チームが作っているが、「フリーザ一族アバター」だけは全ボツして鳥山明が描き下ろした。

#### アバターのデフォルト名
アーケード版ではアバター・ヒーロータイプのみにデフォルト名が存在する。また、漫画『ドラゴンボールヒーローズ Victory Mission』で一部のアバター・エリートタイプとアバター・バーサーカータイプにも公式名が付けられている。

#### アバターの種族
各アバターは、ヒーローエナジーが3個以上あると各タイプに応じてユニット効果を発動可能となっている。特にヒーロータイプはヒーローエナジーが10個あると超ユニット技を発動できる。いずれの場合においても対象となるキャラクターとの友情パワーのゲージによって効果が変動する。
サイヤ人
声：入野自由（ヒーロータイプ） 阪口大助（エリートタイプ） 森田成一（バーサーカータイプ）
公式名：ビート（ヒーロータイプ） エリト（エリートタイプ） バサーク（バーサーカータイプ）
稼動開始時から使用可能だったアバター。尻尾を生やした黒髪のサイヤ人少年タイプ。全員の一人称は「俺」。各ステータスがバランス良く成長する。第1 - 2弾でヒーローアバターを登録した場合はこのアバターからの開始となっていた。後述の女アバターの登場により、サイヤ人（おとこ）とも呼ばれる。専用アビリティは、サポーターにした時に効果が発動するもの。第7弾以降は神龍の願いにより「超サイヤ人」のアビリティを取得することで、カードアクションアビリティ『チェンジ』により超サイヤ人への変身が可能になった。さらにゴッドクラスアップすることで『チェンジ』を失ったかわりにカードアクションアビリティ『ゴッドかめはめ波』を使用できる。ヒーロータイプの超ユニット技は「ヒーローズユニット」。
魔人族
声：山口勝平（ヒーロータイプ） 松野太紀（エリートタイプ） 野島健児（バーサーカータイプ）
公式名：カブラ（ヒーロータイプ） 名称未公表（エリートタイプ） サラガ（バーサーカータイプ）
第3弾より使用可能となったアバター。魔人ブウに似たキャラクタータイプ。HPが重点的に成長する。専用アビリティは、カードアクションアビリティ『ロックオン』。敵を指定して弱体化しつつ攻撃が可能。ヒーロータイプの超ユニット技は「正義の魔人ユニット」で、ヒーロータイプはミスター・サタン、魔人ブウ（善）と合わせてユニットが組めるが、ヒーローエナジーが5個以上10個未満なら弱体化、10個あると超ユニット技が発動する。
サイヤ人（おんな）
声：松岡由貴（ヒーロータイプ） 園崎未恵（エリートタイプ） 鈴木麻里子（バーサーカータイプ）
公式名：ノート（ヒーロータイプ） ヴィオラ（エリートタイプ） フォルテ（バーサーカータイプ）
第4弾より使用可能となったアバター。黒髪のサイヤ人の少女タイプ。ヒーロータイプはポニーテールの髪型をしている。エリートタイプはお嬢様口調で話すが、ゴッドクラスアップのアビリティ「ゴッドかめはめ波」発動時に口調が荒くなることがある。成長スピードが少し遅めだが、初期気力値が高く、戦闘力バトルに勝利し先攻を取った際に毎回発動可能な専用アビリティが強力。男アバター同様、神龍の願いにより「超サイヤ人」のアビリティを取得することで、カードアクションアビリティ『チェンジ』により超サイヤ人への変身が可能。更にゴッドクラスアップすることで『チェンジ』を失ったかわりにカードアクションアビリティ『ゴッドかめはめ波』を使用できる。なお、女性の超サイヤ人の登場はこのゲームが初。一人称はヒーローとバーサーカーが「あたし」、エリートは「わたくし」。ヒーロータイプの超ユニット技は「サイヤ人の絆ユニット」。
フリーザ一族
声：三木眞一郎（ヒーロータイプ） 羽多野渉（エリートタイプ） 中井和哉（バーサーカータイプ）
公式名：フローズ（ヒーロータイプ） レゾック（エリートタイプ） 名称未公表（バーサーカータイプ）
第5弾より使用可能となったアバター。フリーザ、クウラなどに似たキャラクタータイプ。パワーが重点的に成長する上、専用アビリティであるカードアクションアビリティ『バースト』により必殺技でも大ダメージを与えることが可能な攻撃特化タイプ。一人称はエリートのみ「僕」で、ヒーローとバーサーカーは「俺」である。ヒーロータイプの超ユニット技は「ダークエリートユニット」。
ナメック星人
声：私市淳（ヒーロータイプ） 下野紘（エリートタイプ） 日野聡（バーサーカータイプ）
公式名：ツムリ（ヒーロータイプ） 名称未公表（エリートタイプ） カギュー（バーサーカータイプ）
第8弾より使用可能となったアバター。ピッコロ、ネイルなどに似たキャラクタータイプ。ガードが重点的に成長する。専用アビリティであるカードアクションアビリティ『合体』によって、自分チームのピッコロと同化することでパワーアップする。ヒーロータイプの超ユニット技は「ジャッジメントユニット」。
人造人間
声：阿部敦（ヒーロータイプ） 浅野真澄（エリートタイプ） 千葉一伸（バーサーカータイプ）
公式名：ニム（ヒーロータイプ） ニコ（エリートタイプ） ゲノム（バーサーカータイプ）
ギャラクシーミッション第9弾より使用可能となったアバター。ヒーロータイプは少年型、エリートタイプは少女型、バーサーカータイプはセルに似たバイオロイドとなっている。専用アビリティは、カードアクションアビリティ『ダブル』。特定のタイミングでパートナーとのダブルアタックを行える。さらにお互いのバトルタイプが一致していると特別な効果が発動する。一人称はバーサーカーが「俺様」である。パラメータの成長が高めで、気力ダメージに強いが、初期気力値が低くチャージインパクトスピードが速いという欠点もある。ヒーロータイプの超ユニット技は「激闘の人造人間」。
界王神
声：松岡禎丞（ヒーロータイプ） 木村良平（エリートタイプ） 植田佳奈（バーサーカータイプ）
公式名：ゼン（ヒーロータイプ） フェン（エリートタイプ） ワイル（バーサーカータイプ）
GDM3弾より使用可能となったアバター。界王神とよく似たタイプで、ヒーロー、エリートは少年タイプ、バーサーカーは関西弁で喋る少女タイプとなる。HPとパワーの成長が早く、全種類中最高の伸びを誇る。専用アビリティは仲間を助けるアビリティである。専用アビリティであるカードアクションアビリティ『フリーズ』で、時間を一時的に静止しカードをすばやくこすることで敵に大ダメージを与えることができる。ヒーロータイプの超ユニット技は「激闘の界王神ユニット」。

#### アバターの必殺技
必殺技の条件を習得するために必要なキャラクターの友情レベルがMAXになると使えるようになる。必殺技はアバターを変えてもそのまま使える。ヒーロータイプ、エリートタイプ、バーサーカータイプはそれぞれ条件が違う。
ヒーロータイプ
- イノセンスキャノン（魔人ブウ：善）
- かめはめ波（孫悟空）
- 気合砲（孫悟空：GT）
- ギガンティッククラスター（ブロリー）
- ギャラクティックバスター（ボージャック）
- ギャリック砲（ベジータ）
- ジャスティスキック（グレートサイヤマン）
- スーパーワハハの波（合体アカ）
- 超かめはめ波（孫悟飯：未来）
- デスビーム（フリーザ）
- 時とばし(ヒット)
- 時の裁き（時の界王神）
- 破壊の序曲（ウイス）
- ハンティングアロー（セリバ）
- 爆力魔波（ピッコロ）
- ビッグバンアタック（ベジータ：GT）
- ヘルバレット(トワ)
- 真激烈神王砲（キビト神）
- 魔人ビーム（スーパーウーブ）

エリートタイプ
- アイシクルマジック(プティン)
- アサルトレイン（魔人ブウ：悪）
- 気円斬（クリリン）
- ギャリックビーム（ベジータ：幼年期）
- サウザーブレード（サウザー）
- 神聖光弾（西の界王神）
- ダークかめはめ波(ミラ)
- デッドリーメタルニードル（メタルリルド）
- どどん波（天津飯）
- ノドアメブラスト（ニッキ―）
- バッドランサー（タゴマ）
- パワーブリッツ（人造人間17号）
- ビクトリーキャノン（ゴテンクス）
- フレイムショット（四星龍）
- フレイムバレット（トーマ）
- ファイナルフラッシュ（ベジータ：GT）
- ヘルブリッツ（ダーブラ）
- 魔貫光殺砲（ピッコロ）
- 龍神光弾（神様）
- グラスパレット（ラグス）

バーサーカータイプ
- ギガンティックプレス（ブロリー）
- 豪力神撃波（南の界王神）
- ジャスティスイーグル（グレートサイヤマン2号）
- ジャン拳（孫悟空：少年期）
- ダークネスツインスター（スラッグ）
- ダイナマイトキック（ミスター・サタン：GT）
- 超龍撃拳（孫悟空）
- 超龍閃撃（孫悟空：ゼノ）
- 凍結拳（エビフリャー）
- ハイパートルネード（パイクーハン）
- ヒートファランクス（バーダック）
- ファイナルインパクト（ベジータ）
- ファイナルキャノン（トランクス：幼年期）
- ブルタックル（シサミ）
- ボタモインパクト(ボタモ)
- マッシブカタバルト（パンブーキン）
- 龍爪演舞(孫悟天：ゼノ)
- 龍翔拳（孫悟飯：青年期）
- ワイルドタイフーン（ボーン将軍）

全タイプ共通
- 爆裂砲火弾(孫悟飯：未来)
- スピリッツソード（ベジット）
- バーニングアタック（トランクス青年期・未来）

イベント入手（全タイプ共有）
- ヘルブレイカー（ヘルファイター17号）

　超人造人間編の地獄ミッション3をウルトラクリアで入手。
- ビッグバンかめはめ波（ゴジータ：GT超サイヤ人4）

　邪悪龍ミッション8弾までプレイしていたプレイヤーが、ゴッドミッション1弾をプレイすると入手。
- ダークリベリオントリガー（仮面のサイヤ人）

　ゴッドミッションでランダム出現する暗黒魔界編で敵を倒すと、低確率で入手。
- ゴールデンデスボール（ゴールデンフリーザ）

　ゴッドミッション2弾で配信されたチャレンジミッションのボスをクリアすると1／2の確率で入手。
- ギガンティックジェノサイド（ブロリー超サイヤ人4フルパワー）

　ゴッドミッション9弾で配信された神龍スロットで必殺技賞が当たると入手。

### 通常アビリティ
大半のカードが所持しており、カードの下部に書かれている。全部で4種類。発動時に、そのアビリティを持っているキャラクターが光り、ホイポイカプセルも動く。
リンク
サポーターにして、仲間にリンクラインを当てると発動する。回数制限の有無はまちまち。主に、気力やダメージのコントロール、チャージインパクトのスピードコントロール関係が多い。
アタック
アタッカーにすると発動する。攻撃時と防御時のどちらかで発動する。回数制限の有無はまちまち。
自動
最も種類が多い。条件付で発動するときと、無条件で発動するときがある。回数制限の有無はまちまち。
サポート
サポーターにすると発動する。そのカードの気力も回復できる。回数制限の有無はまちまち。

### ヒーローロボ
GM1弾から登場した、プレイヤーのサポートロボット。GM1弾以降でヒーローライセンスの新規登録または最初に読み込みを行う際にヒーローロボの名前入力画面が出現し、好きな名前を登録することができる。ヒーローロボには戦闘終了時かカード購入後に入手するロボパーツを装備させることによって、ロボパーツに設定されたチームボーナスをバトル前に得ることができる。ロボパーツにはレアリティが存在し、高レアリティの物ほど入手確率が低いが、1つのパーツで得られるチームボーナスの種類が多くなっている。ロボパーツのパーツスロット数は初期で3つだが、究極神龍の願いによりGM4弾の時点で最大7つまで増やすことが可能。また、バトル前のユニット登録後に装備したロボパーツのうち1つを選択することによって、パーツによって指定されたラウンドに特殊効果が自動で発動される。ロボパーツには3種類のタイプが存在し、選択したパーツによってヒーローロボの姿とサポート内容が変化し、SR+のパーツを選択すると、金色の装甲が追加される。既にロボパーツがいっぱいになると、不要なロボパーツを捨てざるを得なくなってしまうが、不要となったロボパーツと引き換えに経験値を手に入れることができる。また、特定のプロモカードで出現する物やイベント限定で入手できるパーツの中には、鳥山ロボやV龍へ姿を変える物も存在する。声は『ドラゴンボールGT』のギルと同じ里内信夫が担当している。JM5弾以降、これまでロボスキルが使用できなかった邪悪龍ミッションで、ロボスキルが使用可能になった。
サポートタイプ
特別な装飾の無い、白いボディの「サポートフォーム」になる。指定ラウンドで味方ユニット全員の気力回復・戦闘力アップ・ヒーローエナジーアップ・体力回復を行う。
アタックタイプ
両腕にトゲ付き鉄球、背中にミサイルを装備した赤いボディの「アタックフォーム」になる。指定ラウンドの自分チームの攻撃終了時に、固定ダメージの追加攻撃を行う。パーツによっては気力ダメージも追加される。
ディフェンスタイプ
両腕に盾を装備した青いボディの「ディフェンスフォーム」になる。指定ラウンドに1回だけ相手の攻撃を自動で防御し、ダメージを減らす。敵が複数回の攻撃を行う場合、どの攻撃を防ぐかはランダムで決まる。

### バッジ
JM1弾から登場。ヒーローバッジにはアタック、ディフェンス、サポート、スペシャルの4種類のタイプが存在し、選択したバッジによって効果が変化し、バッジを選択すると、アタックのバッジは赤、ディフェンスのバッジは青、サポートのバッジは緑、スペシャルのバッジは金色の装甲になる。レア度はロボパーツから引き継ぐことができる。ヒーロースキルがあり、バトル中に強力な効果を発揮する。JM4弾からはヒーロースキル、ロボスキルのどちらかのスキルを選択することができる。
| 種類         | コモン       | レア             | Sレア            | sレア+         | uレア      |
| ------------ | ------------ | ---------------- | ---------------- | -------------- | ---------- |
| アタック     | ばじょうせん | 如意棒           | トランクスの剣   | 神様の杖       | ウイスの杖 |
| ディフェンス | 重量ブーツ   | 戦闘ジャケット   | 正義のヘルメット | 決意のハチマキ | 亀仙流道着 |
| サポート     | スカウター   | ドラゴンレーダー | 邪心のポット     | せんず         | ポタラ     |
| スペシャル   | Vジャンプ    | サイキョー       | スペシャル       | ゴッドバッジ   |            |

### スカウター
GDM1弾からスタート。不要なロボパーツ、ヒーローバッジを組み込むことによってそのスキルを発揮する。神龍の願いで「ヒーロースカウターがほしい」を選ぶと貰える。レベルが上がるにつれてアビリティが変化する。さらに、スカウターレベルが条件に達すると神龍に「スカウターチェンジ」のお願いができるようになる。
サーチスカウターLv.1
敵チームより戦闘力2500以上上回ると、チーム全員でガードが一番低い敵を攻撃する。
サーチスカウターLv.2
敵チームより戦闘力2550以上上回ると、チーム全員でガードが一番低い敵を攻撃する。
サーチスカウターLv.3
敵チームより戦闘力以上2000上回ると、チーム全員でガードが一番低い敵を攻撃する。
サーチスカウターLv.4
敵チームより戦闘力1900以上上回ると、チーム全員でガードが一番低い敵を攻撃する。
サーチスカウターLv.5
敵チームより戦闘力1800以上上回ると、チーム全員でガードが一番低い敵を攻撃する。
サーチスカウターLv.6
敵チームより戦闘力1700以上上回ると、チーム全員でガードが一番低い敵を攻撃する。
サーチスカウターLv.7
敵チームより戦闘力1600以上上回ると、チーム全員でガードが一番低い敵を攻撃する。
サーチスカウターLv.8
敵チームより戦闘力1500以上上回ると、チーム全員でガードが一番低い敵を攻撃する。
サーチスカウターLv.9
敵チームより戦闘力1400以上上回ると、チーム全員でガードが一番低い敵を攻撃する。
サーチスカウターLv.10
敵チームより戦闘力1300以上上回ると、チーム全員でガードが一番低い敵を攻撃する。
ブレイクスカウターLv.2
9800以上戦闘力を出すと、敵チームのヒーローエナジー-2。
ブレイクスカウターLv.3
9600以上戦闘力を出すと、敵チームのヒーローエナジー-2。
ブレイクスカウターLv.4
9500以上戦闘力を出すと、敵チームのヒーローエナジー-2。
ブレイクスカウターLv.5
9400以上戦闘力を出すと、敵チームのヒーローエナジー-2。
ブレイクスカウターLv.6
9300以上戦闘力を出すと、敵チームのヒーローエナジー-2。
ブレイクスカウターLv.7
9200以上戦闘力を出すと、敵チームのヒーローエナジー-2。
ブレイクスカウターLv8.
9100以上戦闘力を出すと、敵チームのヒーローエナジー-2。
ブレイクスカウターLv.9
9000以上戦闘力を出すと、敵チームのヒーローエナジー-2。
ブレイクスカウターLv.10
8900以上戦闘力を出すと、敵チームのヒーローエナジー-2。
ディバイトスカウターLv.2
6800以上戦闘力を出すと、敵チーム全員の連携を封印する。
ディバイトスカウターLv.2
6800以上戦闘力を出すと、敵チーム全員の連携を封印する。
アサルトスカウターLv.2
戦闘力12400以上出すと、自分チーム全員の敵チームに与えるダメージが1.3倍になる。
ヒーローズスカウター
戦闘力バトルで敵チームより4000以上上回ると、敵チーム全員のパワー半分にする。

### エイジミッション
- サイヤ人編

サイヤ人たちとバトルできる。第1弾で初のミッションだがバトルはいつもの半分しかない。
- 人造人間・セル編

人造人間たちとバトルできる。サイヤ人編と同時に登場したミッションで、第2弾ではミッションが追加され全14つになった。
- ボージャック編

第2弾で初登場。銀河の暴れ者・ボージャック一味とバトルする。ドラゴンボールが入手できるようになった。
- ブウ・バビディ編

第3弾で初登場。魔導師バビディの戦士、ブウ（善）とバトルする。
- フリーザ編

第4弾で初登場。フリーザ一味とバトルする。超ボスではフリーザが宇宙船に乗って登場しバトルする特別演出がある。
- スラッグ編

第5弾で初登場。スラッグ一味とバトルする。
- 魔人ブウ編

第6弾で初登場。「ブウ・バビディ編」の続編。魔人ブウ（悪）（純粋）とバトルする。
- ブロリー編

第7弾で初登場。ブロリー、パラガスとバトルする。
- ヒルデガーン編

第8弾で初登場し、第1期最後のミッション。ヒルデガーンとタピオンとバトルする。
- ヒーローズロード

他のプレイヤーと協力して合わせマシンごとに設置された回数ミッションをクリアし、レベルを上げるモード。解放されている最高レベルのミッションでは、必ずドラゴンボール争奪戦バトルが発生。ドラゴンボールをいち早く集めることができる。条件クリア回数を達成すると次のレベルに行けることができ全部でLv.5まである。敵は超ユニット持ちのアバター。

### ギャラクシーミッション
- ドクター・ミュー編

GM1弾で初登場し、ギャラクシーミッション最初のミッション。ドクターミューとその手下、ベビー（少年体）とバトルする。究極ドラゴンボールが入手できるようになった。
- ジャネンバ編

GM2弾で初登場。ジャネンバ、復活したかつての敵とバトルする。
- ベビー編

GM3弾で初登場。「ドクターミュー編」の続編。ベビーと洗脳されたZ戦士とバトルする。ギャラクシークエストとも呼ばれる。寄生戦士とバトルするルートが100%になるとボスルートが解放する。ボスルートが100%になるとエクストラルートが解放する。
- ターレス編

GM4弾で初登場。ターレス一味とバトルする。
- スーパーベビー編

GM5弾で初登場。「ベビー編」の続編。スーパーベビーたちとバトルする。
- サイヤ人・フリーザ軍編

GM6弾で初登場。サイヤ人とフリーザ軍のどちらかとバトルする。サイヤ人かフリーザ軍に加勢できる。クリアすると勢力ゲージが上がり敵は勢力ゲージが下がる。勢力ゲージが大きくなると新しいミッションが解放する。勢力ゲージが100%になると限定バッジがもらえる。
- ビルス編

GM7弾で初登場。劇場版『ドラゴンボールZ 神と神』のキャラクターとバトルする。『神と神』のコラボミッションでビルス城に君臨する破壊神に挑む。イベントで同じ日にこのミッションに挑むとビルスからプレゼントがもらえる。
- ガーリックJr.編

GM8弾で初登場。ガーリックJr.一味とバトルする。
- 超人造人間編

GM9弾で初登場。超17号とバトルする。現在と未来の2つのステージをクリアすると地獄ステージが解放される。地獄ステージでは、同じマシンを使用するプレイヤーと協力して、マシンごとに地獄クリアポイントを溜めるとミッションが増える。
- ハッチヒャック編

GM10弾で初登場。ハッチヒャック、学者たちとバトルできる。ハッチヒャック編をクリアすると新・覚醒ルートが解放される。

### 邪悪龍ミッション
- レッドリボン編

JM1弾で初登場。邪悪龍ミッション最初のミッション。『ドラゴンボール』のキャラクターとバトルする。
- Z戦士の激闘編

JM1弾で初登場。『ドラゴンボールZ』のキャラクターとバトルできる。
- 外界からの侵略編

JM1弾で初登場。『ドラゴンボールGT』のキャラクターとバトルできる。
- 邪悪龍編

JM1弾で初登場。ドラゴンオーブがたまるとミッションが解放される。弾が増えるにつれてミッションが増え、JM1弾で黒煙の龍、六星龍、JM2弾で二星龍、JM3弾で超六星龍、JM4弾で三星龍、JM5弾で七星龍、JM6弾で四星龍、JM7弾で六星龍、JM8弾で一星龍とバトルする。
- ビッグゲテスター編

JM2弾で初登場。ビッグゲテスターの戦士とバトルする。
- 魔人誕生編

JM3弾で初登場。界王神たちか魔導師ビビディと魔人ブウとバトルする。界王神たちと修行するルートと魔次々と吸収する魔人ブウに挑むルートがある。同じ日にこのミッションに挑むと界王（声 - 八奈見乗児）からプレゼントがもらえる。
- 武道会編

JM4弾で初登場。全エイジの強敵とバトルする。
- バビディの逆襲編

JM5弾で初登場。洗脳された破壊王たちとバトルする。ウォンテッドシートでバトルに勝利すると戦った相手のマスが埋まる。一列そろうとビンゴボーナスが発生しランダムでボーナスや限定バッジがもらえる。
- Dr.ウィロー編

JM6弾で初登場。Dr.ウィロー、Dr.ライチーとその手下たちとバトルする。
- 新生・ブロリー編

JM7弾で初登場。「ブロリー編」の続編。ブロリーとパラガスの手下たちとバトルする。地球、地獄、界王神界の3つのステージがある。
- 邪悪龍集結編

JM8弾で初登場。邪悪龍とバトルする。マシンごとに討伐回数がカウントされており、討伐回数によりもらえるボーナスが変化する。120討伐を達成すると地球滅亡ルートが解放される。

### ゴッドミッション
- 新たなる戦い編

GDM1弾で初登場。このミッションからはレジェンドクリアの条件を達成するとIFミッションが解放される。
- 暗黒魔界編

GDM1弾で初登場。暗黒魔界のキャラクターとバトルする。ゴッドミッションモードを選択するとランダムで登場する。ビッグボーナスがあり、チャージインパクトに勝つと経験値がアップする。
- 復活の「F」編

GDM2弾で初登場。劇場版『ドラゴンボールZ 復活の「F」』のキャラクターとバトルする。
- 超ビルス編

GDM3弾で初登場。「ビルス編」の続編。『ドラゴンボール超』のキャラクターとバトルする。
- ピッコロ大魔王編

GDM4弾で初登場。ナメック星人たちとバトルする。
- ヘルゲート進撃編

GDM5弾で初登場。
- ハッチヒャックベビー編

GDM6弾で初登場。
- 暗黒魔界創生編

GDM7弾で初登場。暗黒魔界に関係するキャラクターたちと戦う。
- 破壊神シャンパ編

GDM7弾で初登場。『ドラゴンボール超』に登場する第6宇宙の戦士たちと戦う。GDM8弾で新ミッションが追加された。
- 真・ヒルデガーン編

GDM8弾で初登場。
- 未来トランクス編

GDM9弾で初登場。今までにトランクスが体験してきた戦いをすることが可能。
- 魔神ドミグラ編

GDM9弾で初登場。新しく出た「黒仮面のサイヤ人」や巨大化した「魔神ドミグラ」などと戦うことが可能。
- 反逆のザマス編

GDM10弾で初登場。

### バトル
フラットパネルのアタックエリアに攻撃を行うカード、サポートエリアに残りのカードを置き、赤いボタンを押して作戦決定となる。
- アタックエリアにいる戦士の気力が位置に応じて消費され（最前部では3メモリ、真ん中では2メモリ、最下部では1メモリ）、サポートエリアにいる戦士の気力が約2メモリ回復する。
- 消費された気力に応じた戦闘力が溜まる（気力1メモリにつき1000、1メモリ未満0.5メモリ以上で500、0.5メモリ未満で100）。その合計値の高いチームが先攻となる。決定ボタンを押すまでに掛かった時間によって、自分または相手チームの戦闘力が499プラスされるため、絶対に同点にはならないようになっている。
- 攻撃・防御の際にはチャージインパクトが発生。増減するゲージを制限時間以内によりゲージの量が多くなるようにボタンを押すことで止めるとゲージ量が多い方が勝者となり、攻撃側が勝った場合ダメージが増え、追撃、または必殺技も発動する。敵側の攻撃でチャージインパクトに勝利した場合はガードしてダメージが軽減される。遅いほど止めやすいのが、個人差がある。強力なカードはスピードが早い傾向にある。攻撃すると気力を減らすことができ、気力が0になるとガード・攻撃ができなくなる（ただし気絶している状態で再び攻撃を受けると、2倍のダメージをうけるが、気絶が解除され、気力が全回復する）（またエリートタイプの方が気力を減らし易い）。
- 同じタイプのキャラクターが同時に攻撃をする場合、連携攻撃となりダメージが増加する。ただし、攻撃回数が減るためチャージインパクトに負けるとダメージが非常に少なくなってしまう。連携攻撃でパーフェクトで勝利すると、タイプによって違う連携パーフェクトボーナスが発生する。ただしカードの中には連携アタックに参加できないカードも存在する。また巨大ボス戦でも連携できない。

ヒーロータイプ
（連携参加人数-1）×500ポイント戦闘力がアップし、戦闘ダメージを上昇させることができる。戦闘力が3000の倍数に達すればヒーローエナジーも上昇する。
エリートタイプ
連携に参加したユニットの気力が、（連携参加人数-1）メモリ分回復する。参加人数が多いほど回復量が増え、次のラウンドでも先攻を取り易い。
バーサーカータイプ
敵チームのヒーローエナジーを（連携参加人数-1）個分ダウンさせる。必殺技を発動不可能にしたり、次のラウンドでのアルティメットユニット発動阻止に使える。
- 一人のキャラクターでの攻撃に成功した場合、追撃チャンスが発生することがある。カードを左右にこすることで追撃を成功させ、さらにダメージを与えることができる。必殺技が発動可能な場合は発生せず、CPUは使用しない。
- 画面左上部にあるのはヒーローエナジーと言い、結晶のような形で表現されている。毎ターン戦闘に参加させるユニットの合計戦闘力3000毎に1個ずつ溜まり、これが一定量以上溜まるとユニットは必殺技を使用することができる。必要なヒーローエナジーの数は、カードの必殺技名の右側に記載されている。必殺技が撃てる場合、画面左側のユニットアイコンに「必」マークが表示される。この状態のユニットを戦闘に参加させ、チャージインパクトに勝利すると必殺技が発動する。連携攻撃の場合、撃てるメンバーが一斉に必殺技を発動する。ただし、ヒーローエナジーが必殺技の発動条件を下回る量に減った場合は再度溜まるまで必殺技を使用できなくなる。
- アルティメットユニットが発動可能なカードには、発動に必要なユニットと消費するヒーローエナジー数が記載されており（GDM6弾のSECブロリーやGDM7弾のCPカードの一部はヒーローエナジーを消費せずにアルティメットユニットを発動できる）、その条件を満たしているチームである場合、必要なヒーローエナジーが溜まった時にラウンド開始時にアルティメットユニットチャンスが発動（一部はヒーローエナジーを消費せずにユニットを発動できる）。カードに記載されている通りにリーダーをサポートエリア中央部、メンバーをリーダーの両サイドに置くことで発動し、必要なヒーローエナジーが消費され、ユニット効果が発動する。アルティメットユニットの中には、原作で関連するユニットを集めた特殊演出や強力な効果を持つ超ユニット効果、さらに特定の組み合わせによる確定大ダメージ攻撃となる超ユニット技も存在する[注 6]。なお、同キャラクターで複数の変身段階を持つユニットが存在するが、カードに記載されている変身段階と一致していない、もしくはチェンジアビリティで別の変身段階へ変化してしまった場合はアルティメットユニットの発動条件を満たせない。ただし、SH弾以降のカードは変身し形態が変った状態でも、キャラクター自体が変わらなかったら、ユニットは発動することができる。
- ラウンド数は5ラウンドあり（第5ラウンドでは「FINAL ROUND」となる）、敵チームのHPを0にして勝利となり、第5ラウンド終了後も敵チームのHPが0にならなかった場合は、全ラウンド終了後に判定し、HPが多いチームが勝利となる。
- 大半のカードには、カードの下部に「通常アビリティ」が記された能力を持っている。敵に不利ないしは自分に有利な能力が発動する（中には回数制限があるものや、無いものもある）。

### 天下一武道会モード
GDM1弾からスタート。リンクごとに分かれて全国のマシンに記録されたデッキとゴッド玉バトル（後述）形式でバトルするリーグトーナメント。最初はCリーグからスタートし、ヒーローライセンスを使ってバトルをする。リーグに優勝すると、高いリーグに進出でき、最上位のゴッドリーグを目指して勝ち進むことができる。もし負けてしまうと、リーグの一回戦からやり直しになってしまう。ただし、決勝戦で負けてしまった時はサタンの仮病で別のリンクで復活のラッキーチャンスが起こることがある。

### ランク表
| ランク | リーグ       | クラス     |
| ------ | ------------ | ---------- |
| 1      | ゴッドリーグ | ゴッド級   |
| 2      | Aリーグ      | ベジット級 |
| 3      | Aリーグ      | 魔人ブウ級 |
| 4      | Aリーグ      | ベジータ級 |
| 5      | Bリーグ      | 悟飯級     |
| 6      | Bリーグ      | セル級     |
| 7      | Bリーグ      | フリーザ級 |
| 8      | Cリーグ      | ピッコロ級 |
| 9      | Cリーグ      | 栽培マン級 |
| 10     | Cリーグ      | ヤムチャ級 |

### ドラゴンボール争奪バトル
第3弾から登場したシステム。ドラゴンボールが付いたミッションを選択すると味方ユニットがドラゴンボールを所持した状態でバトルが開始され、持ったままの状態で勝利するとそのドラゴンボールを入手することができる。ドラゴンボールの所持状態はヒーローライセンスに保存することができ、7つ集めることによって神龍が登場、願いが選択できる。ドラゴンボールを持ったキャラクターは光り、チャージインパクトでパーフェクトを出すと神龍が登場しより高い攻撃力・防御力の超ドラゴンパーフェクトが出ることがある。ドラゴンボールを持ったユニットをサポートエリアに下げると自チームのアタックエリアに残り、作戦決定時にアタッカーとなっているユニットに所有権が移る。チャージインパクトに負けると敵に奪われてしまうが、逆に所持している敵にチャージインパクトで勝つと奪い返すことが可能。ドラゴンボールを奪ったユニットは、25%気力が回復する。

#### 神龍で叶えられる願い
経験値アップ
経験値が300プラスされる。そのバトルで取得した経験値として扱われるため、ミッションなどで経験値アップボーナスが発生している場合は、このポイントが加算された上で倍率計算される。
友情パワーアップ
仲間キャラクターの友情レベルボーナスを3人分アップする。自分で直接キャラクター選択はできず、友情レベルの低いユニットから優先して自動選択されるが、時間内であればキャラクターの入れ替えが可能。
アバターチェンジ
ヒーローアバターの種類を変更する。初回登録時に選択した以外のアバターへの変更手段はこれのみ。レベルは1に戻ってしまうが、元のアバターのレベルに応じて成長ボーナスが付く。
必殺技をおぼえる
強力な必殺技を覚えることができる。習得できる必殺技は複数あり、決まった順番で習得していく。現在習得可能は技は以下の通り（括弧内はその技を使用する元キャラクター）。
- ファイナルエクスプロージョン

（破壊王子ベジータ）
- 元気玉

（孫悟空）
- デスボール

（フリーザ）
- スピリッツソード

（ベジット）
- ギガンティックミーティア

（ブロリー）
- リベンジャーカノン

（ハッチヒャック）
- バニシングボール

（魔人ブウ：純粋）
- ソウルパニッシャー

（ゴジータ）
- リベンジブラスト

（ベビー：少年体）
- キルドライバー

（ターレス）
- リベンジデスボール

（スーパーベビー2）
- リベリオントリガー

（バーダック）
- デスインパクト

（ガーリックJr.）
- バーニングアタック

（トランクス：未来）
- 電撃地獄玉

（超17号）
- 旋風回転刃

（六星龍）
- スーパーノヴァ

（メタルクウラ）
- スピリッツエクスカリバー

（ベジット 超サイヤ人3）
- ファイナルシャインアタック

（ベジータ：GT 超サイヤ人4）
- フルチャージギガンティック・オメガ

（破壊王ブロリー）
- バーニングかめはめ波

（ゴテンクス：青年期）
- ギガンティックデストラクション

（ブロリー 超サイヤ人4）
- 暗黒龍殺弾

（一星龍）
- ウルトラビッグバンかめはめ波

（ゴジータ：GT）
- ゴッドかめはめ波

（孫悟空 超サイヤ人ゴッド超サイヤ人）
- 破壊玉

（ビルス 怒り）
- 魔連掌力波

（ピッコロ大魔王 老化）
- 究極龍翔拳

　（孫悟飯：GT 超サイヤ人4）
- ゴッドファイナルフラッシュ

（ベジータ 超サイヤ人ゴッド超サイヤ人）
- ソウルフレイム

（ドミグラ）
- 破壊神の制裁

（シャンパ）
- ダークファイナルフラッシュ

（黒仮面のサイヤ人）
- ボイリングフィスト

（魔神ドミグラ 魔強化形態）
アビリティをおぼえる
サイヤ人（おとこ・おんな）アバターのみ出現する選択肢。「超サイヤ人」「超サイヤ人2」「超サイヤ人3」のアビリティを習得できる。
神龍メダルがほしい
「神龍メダル」を1枚入手する。少ない枚数では何の効果も無いが、一定枚数以上を集めることで「神龍のご加護」というアビリティがバトル開始時に発生し、メダルの枚数によってチームのHPがアビリティレベル×1,000ポイント上昇する。レベル6以降はHP上昇値が5,000で固定されるが、ミラクルパーフェクト発生率がアップしていく。ただし、このアビリティは対人戦では発動しない。アビリティの限界Lv.は、23。
スカウターをもらう
スカウター（ヒーロースカウター）は、ゴッドミッションから導入された新機能である。
神龍からもらいたての初期スカウターは、「サーチスカウター」と呼ばれ、戦闘力バトルに勝つと、チーム全員で敵チームのガードが一番低いキャラクターを攻撃する。さらにスカウターにはレベルもあり、これが10以上になると、神龍の願いでスカウターチェンジができるようになる。スカウターチェンジで選べるスカウターの種類は、ディバイドスカウター（敵の連携アタックを封じる）、アサルトスカウター（敵に1.3倍のダメージを与える）などがある。

#### 神龍メダル表
- メダル10枚（神龍のご加護Lv.1）チームHPが1000アップ
- メダル25枚（神龍のご加護Lv.2）チームHPが2000アップ
- メダル50枚（神龍のご加護Lv.3）チームHPが3000アップ
- メダル75枚（神龍のご加護Lv.4）チームHPが4000アップ
- メダル99枚（神龍のご加護Lv.5）チームHPが5000アップ
- メダル100枚（神龍のご加護Lv.6）チームHPが5000アップ＆ミラクルパーフェクト発生率がアップ
- メダル200枚（神龍のご加護Lv.7）チームHPが5000アップ＆ミラクルパーフェクト発生率がよりアップ
- メダル250枚（神龍のご加護Lv.8）チームHPが5000アップ＆ミラクルパーフェクト発生率がもっとアップ
- メダル999枚（神龍のご加護Lv.23）チームのHPが5000アップ＆ミラクルパーフェクト発生率がもっとアップ＆自分チームがK.0.された時に「復活チャンス」が発動することがある。

### 究極ドラゴンボール争奪戦
GM1弾から登場したシステム。究極ドラゴンボールのアイコンがついたミッションを選択すると味方ユニットが究極ドラゴンボールを所持した状態でバトルが開始され、戦闘力バトル後、究極ドラゴンボール所持者だけに究極ドラゴンルーレットが発動。止めた場所によってダメージがアップする。ドラゴンボールとは違い敵に究極ドラゴンボールを取られることはない。究極ドラゴンボールの所持状態はヒーローライセンスに保存することができ、7つ集めることによって究極神龍が登場、願いが選択できる。GDM1弾からは究極神龍によるお願いで叶えてもらっていたお願い事も神龍に叶えてもらえるようになった。

#### 究極ドラゴンボール
GM1弾より、特定のエイジミッションにて究極ドラゴンボールが出現するようになった。通常のドラゴンボールとは入手状態が別として扱われ、叶えられる願いも通常のドラゴンボールの上位のものとなっている。究極ドラゴンボールを所持したユニットは、自分チーム攻撃時の最初に必ず単体攻撃を行うことになり連携攻撃に参加できなくなるが、チャージインパクトに勝利すると発生する究極ドラゴンルーレットによるダメージアップが可能。制限時間内に高速で反時計周りで回転するルーレットをボタンを押して止めたパネルによって敵に与えるダメージがアップする（小アップ1.1倍、中アップ1.2倍、大アップ1.5倍、究極アップで2倍ダメージ＆敵のヒーローエナジー5個破壊）。通常のドラゴンボールと違い、所持ユニットがチャージインパクトに負けても敵に奪われることは無いため、入手条件がバトル勝利のみとなっている。対人戦の場合は、両チームが究極ドラゴンボールを1個所持した状態で戦う。GM5弾からは究極ドラゴンボールは大会モードでは出現しなくなる。

##### 超神龍で叶えられる願い
経験値超アップ
経験値が500プラスされる。そのバトルで取得した経験値として扱われるため、ミッションなどで経験値アップボーナスが発生している場合は、このポイントが加算された上で倍率計算される。
友情パワー超アップ
通常の神龍より、友情パワーが5倍になる。仲間キャラクターの友情レベルボーナスを3人分アップする。自分で直接キャラクター選択はできず、友情レベルの低いユニットから優先して自動選択されるが、時間内であればキャラクターの入れ替えが可能。
アバタークラスアップ
ヒーローアバターをクラスアップさせる。レベルは1に戻るが、コスチュームが変わる。また、LVアップに必要な経験値が増えるが、ステータスの伸びがアップする。クラスアップをすると、究極神龍でアビリティ「超サイヤ人2」を覚えられる。JM3弾は超クラスアップができ、超クラスアップをすると、神龍と究極神龍でアビリティ「超サイヤ人3」を覚えられる。しかし「超サイヤ人2」はなくなる。
アビリティをおぼえる
アバタークラスアップを行うと選択できる。サイヤ人（おとこ・おんな）アバターのみ出現し、「超サイヤ人2」のアビリティを習得できる。ただし、先に、通常のドラゴンボールで、「アビリティをおぼえる」を選択しないと出現しない。超クラスアップを行うと「超サイヤ人3」のアビリティを習得できるようになる。
バッジスロットを増やす
バッジスロットを1つ増やすことができる。最高6回（合計9つ）まで増やすことができる。
レアパーツをゲットする
バッジをゲットすることができる。レアリティは必ずレア以上になる。
アバターチェンジ
JM3弾より究極神龍でも選択可能に。通常の神龍と同様。

### ポルンガドラゴンボールバトル
GM7弾から登場したシステム。ポルンガの顔アイコンがついたミッションでチャージインパクトに勝利すると、その攻撃時のアタッカーの人数と同じ個数のポルンガドラゴンボールを取得できる。ミラクルパーフェクトで勝利した場合は、取得数がさらに+2される。7つのポルンガドラゴンボールを集めると、次のターン開始時に「ポルンガバトルスロットチャンス」が発生する。制限時間以内に高速で回転するスロットをボタンを押して止め、その時に出た目によって自分チームを有利にするか相手チームを不利にする強力な効果が発動する。
通常のドラゴンボールや究極ドラゴンボールとは違い取得状況が記録されるようなことは無く、そのバトルで集めたポルンガドラゴンボールはバトル終了時に全て破棄される。GM7弾では7つ集めた場合のみ、バトル終了時にドラゴンボールゲットボーナスでスコア1万点が加算されるようになっていたが、GM8弾よりバトル勝利時にボーナスとしてポルンガドラゴンボールを2個入手できるようになり、さらに7つ集められなかった場合でもドラゴンボール1つにつき1千点のボーナスが加算されるようになった。また、KOボーナスとして1個追加されるようになっている。
ポルンガドラゴンボールを7つ集め、さらにバトルに勝利した場合、「ポルンガビッグボーナスタイム」が発生。回転するルーレットが表示されたらボタンを押してボールを投下し、止まった目に応じて経験値・レアパーツ・友情パワーボーナスを取得できる。また、GM7弾より各筐体にて1クレジット毎にタイトル画面に表示された「ポルンガビッグボーナス」のボーナス経験値が加算されていき、ルーレットで「BIG BONUS」の目に止まった場合その時点でのボーナス経験値を全て取得することができる。一度BIG BONUSが出るとリセットされ、初期値の100まで戻る。GM9弾より、BIG BONUSのボーナス経験値の上限が10000に設定された。

### 暗黒ドラゴンボールバトル
JM3弾から登場したシステム。ドラゴンボールアイコンがついたミッションで、持っているキャラクターはバトルに不利な効果（戦闘力0、パワー1、チャージインパクトスピードを超速くする）をつけられる。チャージインパクトに勝利すると、移し返すことができる。誰が最初にダークドラゴンボールを持たせるかは1ラウンド目の戦闘力バトルで後攻になったとき、後攻になったチームのアタッカーのどちらか持つことになる。しかし、サポートに入っても取り換えることはできない。
通常のドラゴンボールや究極ドラゴンボールと同じくバトル終了時にドラゴンボールか究極ドラゴンボールのどちらか1つゲットしてもドラゴンボールゲットボーナスのスコアは変わらない。なお、相手が暗黒ドラゴンボールを持っていても手に入れることができる。

### ゴッド玉バトル
GDM1弾から登場したシステム。ゴッド玉アイコンがついたミッションで、自分チームと敵チームが持っているキャラクターはアタックエリアに出した人数に応じ、ゴッド玉のレベルが上がる。ゴッド玉レベルがMAXになるとゴッド玉を相手にぶつけることができる。ゴッド玉のレベルがMAXになると所持者の気力が大幅にアップする。ゴッド玉をぶつける時カードをこするとダメージ1.2倍になる（大きくこすればこするほどダメージが上がる）。自分チームの攻撃時相手チームのゴッド玉所持者が攻撃時チャージインパクトに勝利すると、相手のゴッド玉のレベルが下がり、自分チームのゴッド玉所持者が防御時チャージインパクトに負けると、自分のゴッド玉のレベルが下がり、ゴッド玉の発動はまた次のラウンドに先送りになる。ゴッド玉バトルで勝利すると、ドラゴンボールが1個手に入る。

### キーソードバトル
GDM5弾から登場したシステム。キーソードアイコンがついたミッションで、両チームの攻撃終了時、チャージインパクトに勝利するとキーソードを相手に突き刺し、ダメージを与え、敵のガードを半減し、チャージインパクトスピードをアップさせる。負けるとキーソードがはじけ戻ってくる。自分チームのキーソード所持者が防御時チャージインパクトに負けると相手にキーソードを奪われ、自分チームの相手チームのキーソード所持者に攻撃時相手のキーソードを奪い返すことができる。キーソードを持ったままバトルに勝利すると、キーソードとドラゴンボールが1個手に入る。

### フォトン玉バトル
GDM7弾から登場した新システム。フォトン玉マークが付いているミッションで遊べる。フォトン玉は、所持しているキャラクターがアタックエリアに出た時、どれだけの気力を使ったかでレベルが決まる。レベルは1からMAXまであり、レベルの高さで敵に与えるダメージと気力ダメージが変わる。フォトン玉を持っているキャラクターの防御時、チャージインパクトに負け続けると、フォトン玉が壊れてしまったり、暴走する。フォトン玉を持ったままバトルに勝つと、ドラゴンボールが1個手に入る。

### カードアクションアビリティ
第3弾から登場したシステム。通常のアビリティとは別に存在する、カード操作を行うことで発動させるアビリティ。カード右側にアビリティの種類を示すアイコンが記載されたカードか特定のヒーローアバターのみ使用可能。JM2弾までに9種類のアビリティが存在している。
チェンジ
第3弾より追加。アイコンの形状はカードを上下に動かすイラストの下に、変身前と変身後の形態が描かれたもの。指定のラウンド以降でアタッカーになった際に強制的に発動し、カードをアタックエリア内で上下に大きく動かし続けることで画面に表示されたゲージを溜め、成功するとキャラクターが変身する（例：通常→超サイヤ人3）。変身に成功したキャラクターはステータス上昇・HP回復などの効果を得られる。発動は各カードごとに1回限り。カードを一度もこすらないと、変身できず、そのままの状態になる（例：通常→（変身失敗）通常）。第4弾以降では『チェンジ-超覚醒-』を持つカードが登場。アイコンの変身後の形態が『？』になっており、ゲージを最上部まで溜め切ることで「大成功」となり、通常の成功時より強力な形態へと変身しステータスも大きく上昇、さらに気力も全回復する（例：成功の場合は通常→超サイヤ人。大成功の場合は通常→超サイヤ人3になる）。変身後の形態が1種類しかないカードでも大成功は発生するが、その場合追加効果は気力全回復のみ。7弾からはサイヤ人（おとこ）（おんな）アバターにも「チェンジ」の能力を身に付けられるようになる。GM10弾キャンペーンカードでは、「チェンジバースト」が登場。このアビリティを持ったキャラクターが各ラウンドにチェンジモードに入った時、チェンジに成功にした時、カードアクションアビリティ『バースト』を使用可能にする。更にJM7弾では変身した次のラウンド以降にもう一度、変身を行える『超チェンジ』が登場。しかし、ほとんどのアビリティが初登場時にはCP化されているがこのアビリティを持っているカードはHJ7-SEC 孫悟空：GTとHJ7-SEC2 ブロリーとGDPJ-04 フリーザ：復活の3枚しかいない。
ロックオン
第3弾より追加。アイコンの形状は円形の照準モニターのような画像上でカード上部の向きを操作するイラスト。必殺技が発動可能な状態でアタッカーにすると発動する。カード上部から赤色のラインが出現し、それを敵ユニットに合わせて赤ボタンを押すことで発動を確定。そのラウンドはロックオンした敵アタッカーを狙って攻撃することができる。アビリティによっては攻撃の際に相手の弱体化・気力減少などの追加効果が発生する。ただし、ロックオンアビリティを使用したアタッカーは必ず単独攻撃となりそのラウンドでは連携攻撃に加わることができない。同タイプのアタッカーが同じ敵をロックオンしたとしてもそれぞれが単独で攻撃を行う。発動は各カードごとに1回限りだが、発動時に青か緑のボタンを押すとそのラウンドでの発動をキャンセルすることができる。JM4弾のキャンペーンカードでは、「ロックオンバースト」が登場。必殺技が発動可能な状態でロックオンした敵アタッカーを狙って攻撃し、チャージインパクトに勝てば、カードアクションアビリティ『バースト』を使用可能にする。
バースト
第5弾より追加。アイコンの形状はカードを左右に動かすイラストの周りに、飛び散る紫色の気のエフェクト。必殺技の発動時に「バーストモード」画面に移行し、カードをアタックエリア内で大きく左右に大きく動かし続けることで画面中央に表示されたポイントを上昇させる。数値は0% - MAX(1000%)までの間で上昇し、このポイントが大きい程必殺技のダメージが上昇する。また、800%以上までポイントを上昇させると「超（スーパー）バースト」となり、追加アビリティが発動するカードもある。発動回数の制限は無く、連携アタック参加ユニットに複数のバーストアビリティ持ちがいた場合は1回のカードアクションで纏めてアビリティが発動する。
合体
第6弾より追加。アイコンの形状は2枚のカードを引き寄せるイラストの下に、合体する2人のユニットと合体戦士が書かれたもの。2ラウンド以降の開始時に「合体モード」画面に移行する。一度全ユニットをアタックエリアに出し、その後合体アビリティを持つユニットをサポートエリア左端に、さらに指定されたパートナーユニットを右端に置く。その後2枚のカードをサポートエリア中央に左右から引き寄せるように移動させることで合体成功となり、合体アビリティを持っていたユニットが合体戦士となり、戦闘力2倍・気力自動回復の効果を得ると同時に強力なアビリティを得てパワーアップする。パートナーユニットのカードは「合体中」と表示され、以降バトル終了までユニットとして扱われなくなる。一度合体したユニットはバトル終了まで元の2人のユニットに戻ることはできない。アビリティは、メインユニットのアビリティが適用される。なお、1度の合体モードで合体できるのは1回のみであり、合体可能なユニットが2組以上ある場合は次のラウンド開始時に再度合体モードが発動する。また、発動時に青か緑のボタンを押すとそのラウンドでの発動をキャンセルすることができる。GM2弾のキャンペーンカードでは、最強合体バーストが登場。このアビリティを持ったユニットをメインにして出した合体ユニットが、カードアクションアビリティ『バースト』を使用可能になる。JM6弾のキャンペーンカードでは、最強合体スパーキングが登場。このアビリティをユニットをメインにして出した合体ユニットが、カードアクションアビリティ『スパーキング』を使用できる。
スパーキング
GM3弾より追加。アイコンの形状はカードを大きく左右に動かすイラストの上に、徐々に大きくなる青い気弾が書かれたもの。カード裏に記載されたラウンドの自分チームの攻撃終了時に「スパーキングモード」画面に移行し、スパーキングアビリティ持ちのユニットが巨大な気弾を出現させる。まず一度全ユニットをサポートエリアに戻すことで0% - 500%のスパーキングボーナスを得ることができ、最大ボーナス時にアビリティによっては超スパーキングボーナスの追加効果が発生する。その後全ユニットをアタックエリアに戻し、画面下にゲージが表示されたらアタックエリア内でカードを大きく左右に擦り続けることで、自分チーム側の青いエリアが相手側の赤いエリアより広くなるようにゲージを押し込んでいく。一定時間後、自分エリア側が広ければ攻撃成功。気弾を相手チームに撃ち込みHP＆気力ダメージを与える。相手エリア側が広いと失敗となり、気弾を弾き返されてダメージが大きく減少する。発動は各カード毎に1回限りで、各ラウンドで1回のみ。同じラウンドで複数のスパーキング発動ユニットがいたとしても、発動できるのは1ユニットに限られる。なお、相手に先攻を取られて気絶してしまったユニットがいる場合は、そのユニットはスパーキングボーナスとして加算されず、最大ボーナスとならないため追加アビリティが発生しない。
巨大化
GM6弾より追加。アイコンの形状はカードを時計回りに回すイラストの下に、巨大化前後のユニットの顔が書かれたもの。2ラウンド以降の開始時に「巨大化モード」画面に移行する。一度全ユニットをサポートエリアに下げ、その後巨大化アビリティを持つユニットをアタックエリア中央に置くとカードアクションが発生。カードをアタックエリアでゆっくり回し続けることで画面左上に出現する円形ゲージの中央から青い円形のエネルギーが広がっていく形でパワーチャージされ、最大までチャージするとユニットが巨大化し、画面左側のフィールド外に配置された状態になり、以降はバトル時に他の自チームユニット全員の攻撃後に敵に襲い掛かる形で攻撃し、単独でチャージインパクトを行う。最大までチャージできないと巨大化せずそのままの状態になる。一度のバトルで巨大化できるユニットは1人のみであり、一度巨大化したユニットはそのバトル中元の姿に戻ることはできず、別の巨大化アビリティ持ちユニットがさらに巨大化することもできない。ただし、他の巨大化アビリティを持つユニット1体につき、巨大化したユニットのパワーが1000アップする。巨大化したユニットは相手に与えるダメージがアップし、自チームのヒーローエナジーの数に関係なく必殺技を発動することが可能になり、さらに必殺技に追加効果が付く。ただし、巨大化したユニットは以降画面上のカードが「巨大化中」と表示され、置いたエリアに関わらず戦闘力に加算されなくなり、連携攻撃にも参加できない。ドラゴンボールを所持することも不可能なため、ドラゴンボールを持つ敵ユニットを攻撃してチャージインパクトに勝利しても奪うことができない。JM8弾のキャンペーンカードには、巨大化バーストというアビリティが登場した。巨大化したうえでチャージインパクトに勝利すると、バーストモードに突入。大ダメージを敵に叩き込める。
Z（ゼット）
GM7弾より追加。アイコンの形状はドラゴンボールZロゴのZマークのイラスト上を沿うように動かすカードが書かれたもの。2ラウンド以降の開始時に「Zモード」画面に移行する。一度全ユニットをアタックエリア最上段まで持って行き、Zアビリティを持つユニット（サポーターでも可）を画面上に「1」と表示された場所（開いたエリアの左上）に移動させる。その後「2」（右上）→「3」（左下）→「4」（右下）の順に、Zの字を描くようにカードを動かすことで効果が発動する。Zアビリティを持つユニットが複数いる場合、1回のカードアクションで全員のアビリティが纏めて発動する（気絶しているキャラクターを除く）。発動時は各カードごとの固有効果がZアビリティ持ちユニット全員に適用され、そのラウンドのみ気絶無効となる。さらに自分チームの攻撃の最後に「Z必殺技」で追撃しダメージを与える。発動は各カード毎に1回限りだが、発動時に青か緑のボタンを押すとそのラウンドでの発動をキャンセルすることができる。
W（ダブル）
GM9弾より追加。アイコンの形状は2枚のカードを「W」の文字の形に合わせてスライドさせるもの。2ラウンド目以降の自分チームの攻撃終了後に「ダブルモード」画面に移行する。一度全ユニットをサポートエリアに下げ、その後ダブルアビリティを持つユニットをアタックエリア中央左側に置き、さらにそのラウンドのアタッカーの中から1枚をパートナーに選択してアタックエリア中央右側に置く。この時点で2枚のカードのタイプが同じ場合、タイプ一致ボーナスが発生する。さらに2枚のカードを左右に動かすことでパワーを最大100%まで溜め、その後画面指示の通りに2枚のカードを動かすことでさらに最大100%のパワーを溜めることができる。この時指定位置に2枚のカードを移動させるタイミングがずれるとパワーが減少してしまう。合計パワーが200%に達した場合、さらにカード毎の超ダブル効果が発生する。その後2人のユニットが相手に攻撃を行いダメージを与える。カードの動かし方および攻撃方法はタイプ毎に異なり、全部で4種類存在する（ヒーロー・エリート・バーサーカー・タイプ不一致）。発動は各カード毎に1回限りで、各ラウンドで1回のみ。同じラウンドで複数のダブル発動ユニットがいたとしても、発動できるのは1ユニットに限られる。2名での連携技であるため、アタッカー1名のみの場合や他のアタッカーが全て気絶している場合は発動できない。
バトルカプセル
JM1弾より追加。アイコンの形状はホイポイカプセルの形に合わせてスライドさせるもの。2ラウンド目以降の自分チームの作戦終了時に「バトルカプセルモード」画面に移行する。一度全ユニットアタックエリアの一番上に上げ、その後バトルカプセルアビリティを持つユニットをサポートエリアの中央に置き、味方は左端に敵は右端のどちらかを選んで発動。チェンジモードと同じくアタックエリア内で上下に大きく動かし続けることで画面に表示されたゲージを溜め、ゲージによって本数が決まる。ゲージが溜まったら、アタックエリア4か所でランダムに落ちる。ホイポイカプセルを投げることで、自分チームに有利、または敵チームに不利な効果を発動できる。同じバトルカプセルアビリティを持つユニットが複数いればその効果を纏めて発動する。
マインドブレイク
JM5弾より追加。アイコンの形状は振り子の形に合わせて横にスライドさせるもの。対象カードをサポートエリアにおかないと発動しない。2ラウンド目以降の自分チームの攻撃終了後に「マインドブレイク」画面に移行する。一度全ユニットをサポートエリアに下げ、その後サポートエリアにいたマインドブレイクを持つユニットだけをアタックエリア中央に置いて発動。振り子のように動かし続けることで画面に表示されたゲージを溜め、100%になればマインドブレイク成功になり操った敵を攻撃することができ、同士討ちにできる。その後操った敵にさらにダメージを与え、不利な効果を加える。ただし、敵の誰かを操ることができるのは自分チームが攻撃する時、最後に狙った敵だけしか操ることができない。さらに相手が一人だけだった場合、敵を操らず、ダメージを与え、不利な効果を加えるだけになる。最後に狙った敵だけしか操ることができなかったがJM6弾以降からはランダムになった。
暗黒神龍
JM8より追加。アイコンの形状はカードを大きく上下に動かすイラストの上に上下左右に4つの禍々しい気弾が書かれたもの。2ラウンド目以降の自分チームの攻撃終了後に「暗黒神龍」画面に移行する。一度全ユニットをサポートエリアに下げ、その後2ラウンド目にアタックエリアにいた暗黒神龍を持つユニットだけをアタックエリアの一番上に置いて発動。成功すればさまざまな不利な効果を付けられる。味方チーム最大4人まで置くことができ、味方チームの気力を奪えば効果は上がる。
かめはめ波
GDM1弾より追加。アイコンの形状は、カードを矢印に合わせて動かすもの。孫悟空の掛け声とともにカードを操作してかめはめ波を発動させる。対戦モードの場合自分相手同じラウンドにかめはめ波モードを発動すると、かめはめ波バトルが発動する。カードをこすって勝つとダメージを与えられる。
フリーズ
GDM3弾より追加。アイコンの形状は、カードを反時計周りに合わせて動かすもの。時間を一時的に静止しカードをすばやくこすることで敵にダメージを与えることができる。
トリプル
GDM6弾より追加。アイコンの形状は、1つのカードに2つのカードを合わせるように動かすもの。2ラウンド目以降の自分チームの攻撃終了後に「トリプルモード」画面に移行する。一度全ユニットをサポートエリアに下げ、その後ダブルアビリティを持つユニットをアタックエリア中央左側に置き、さらにそのラウンドのアタッカーの中から2枚をパートナーに選択してアタックエリア中央右側に置く。この時点で3枚のカードのタイプが同じ場合、タイプ一致ボーナスが発生する。まずリーダーが相手を攻撃し、3枚のカードを動かすことでパワーを最大50%まで溜め、次に二人目が相手を攻撃し、3枚のカードを動かすことでパワーを最大100%まで溜め、最後に三人目が相手を攻撃し、3枚のカードを動かすことでパワーを最大150%まで溜める。カードの動かし方および攻撃方法はタイプ毎に異なり、全部で4種類存在する（ヒーロー・エリート・バーサーカー・タイプ不一致）。発動は各カード毎に1回限りで、各ラウンドで1回のみ。同じラウンドで複数のダブル発動ユニットがいたとしても、発動できるのは1ユニットに限られる。3名での連携技であるため、アタッカー1名のみの場合や他のアタッカーが全て気絶している場合は発動できない。
ゴッドかめはめ波
GDM7弾から登場。上記のかめはめ波とは違い、両チームの攻撃終了時ではなく、自分のチームの攻撃開始時に発動する。まずはチェンジのようにカードをこする。それから、Gの字を書き、ゴッドかめはめ波を発動する。さらに更に上記のかめはめ波と違う点はゴッドかめはめ波を放つのと同時に変身することである（例：通常→超サイヤ人）。
神龍モード
GDM7弾から登場。2ラウンド目以降アタッカーにすると、カードアクションが発生する。この時の操作は、チェンジモードとさほど変わらない。神龍モードが成功し終わってからの必殺技発動は、神龍バーストが発動する。この時の操作は、バーストモードとさほど変わらない。
ゴッドメテオ
GDM8弾から登場。星の形を描き、ダメージを与える。

### 超アビリティ
時空転送
第8弾より追加。アイコンの形状はアビリティ発動に必要な2人のユニットと、時空転送により呼び出されるキャラクターおよび発動するアビリティの名称が書かれたもの。自分チームにヒーローアバター（種類・タイプは問わず、発動時のアタッカー・サポーターの位置も問わない）がいる時に、時空転送アビリティを持つユニットをカード毎に指定されたラウンド以降にアタッカーにすることで、自分チームの攻撃開始時に発動。カードごとに指定されたキャラクターが時空転送で呼び出され、攻撃を行う。効果はカードによって違い、気力ダウン・気力ダメージ・直接ダメージ・ダメージ＋追加効果など。発動は各カードごとに1回のみ。発動条件を満たすユニットがアタックエリアに2人以上いる場合、ユニット上部に表示されたホイポイカプセル型アイコンが赤く点滅しているユニットのみがそのターンに時空転送を発動できる。発動権を持つユニットをサポートエリアに入れると、アタックエリアに残った別のユニットに発動権を移すことができるが、再度アタックエリアに戻すと元のユニットに発動権が戻ってしまう。なお、相手に先攻を取られて時空転送アビリティ持ちのユニットが気絶してしまうと、そのターンは発動できなくなる。
時空転送S
JM3弾より追加。発動方法は通常の時空転送と同様だが、発動モーションが異なり、時空転送S発動時に自分チームのヒーローエナジーが6個以上あると、追加効果を発動することができる。
時空転送W
JM6弾SEC孫悟空：GTで先行追加。発動方法は通常の時空転送(S)と同様だが、発動モーションが異なり、アバターではなくアビリティ所持者が発動し、呼び出されたキャラクターと発動者で攻撃する。さらに時空転送W発動時に自分チームのヒーローエナジーが特定の数だけあると、追加効果を発動することができる。
時空転送F
JM8弾のAL孫悟空：GTで先行追加。発動時アタッカーにするとベジータ：GTを呼び出しフュージョンし、ゴジータ：GTに変身しビッグバンかめはめ波でダメージを与える。
時空転送R
GDM1弾のSECフリーザ：復活で先行追加。発動時アタッカーにするとタゴマか、ソルベをランダムで呼び出し、タゴマだとガードを1にし、ソルベだとパワーを1にする。
時空転送G
GDM5弾より追加。普通の時空転送とは違い、カードをこすることによって発動する。発動モーションも異なり、時空転送G発動時に敵チームの体力が多いと、追加効果を発動することができる。
時空転送X：光
「X」は「ゼノ」と呼ぶ。
時空転送X：闇
上と同じくXはゼノと呼ぶ。

### 不具合
- 第6弾で一部カードにおいて通信対戦時に不具合が起こる問題が発生。第7弾で修正される。
- GM1弾で不具合が見つかったため、修正されるまで究極神龍での「アバタークラスアップ」は選択しないよう呼びかけられていた。Phase5.1にバージョンアップしている筐体およびGM2弾以降では修正済み。
- GM6弾で、2月7日より配信のスペシャルミッション「東西エリア討伐決戦」でもらえる限定パーツの効果が発動しない不具合が起こる問題が発生。お詫びとして、限定パーツを持っている場合に限り、GM7弾稼働時に1回限り、経験値1,000と究極ドラゴンボール6個をプレゼントする。
- HG6-53セリパのアビリティ効果に、カードには表記されていない効果が存在している（GM9弾より修正）。
- カードをスキャンした時に、稀にスキャンしたカードと別のキャラクターのカードが出現することがある。
- JM2弾でチャージインパクトがズレることがある。
- HJ2-14ヤムチャのアビリティが発動しないことがある。
- 超六星龍戦において、チャージインパクトがカクカクになることがある。
- 「合体」後のキビト神においてゲーム内のアビリティ効果の表記が間違っている。
- 必殺技時に処理落ちが頻繁に発生する。
- ヒーローロボのロボスキル発動直前の時にフリーズが発生する。

## 主な登場キャラクター
歴代のデータカードダスに登場したキャラクターは全員、前回と同じ声を流用しており、サタンのように逝去した声優の音声も既に収録済みなため対象となっている。歴代のゲームシリーズを含め、本作で初参戦するキャラクターが多く、各劇場版作品の敵部下や過去の界王神、邪悪龍などこのシリーズで使用キャラクターなど今作で初めて全て揃ったキャラクターも多く、『ドラゴンボール』以外の鳥山作品のキャラクターも登場しており単純なキャラクター収録数としては歴代ゲーム作品でも最多となる。また、それまで『ドラゴンボールZ』系統が中心だった家庭版ゲームとは異なり「ギャラクシーミッション」からは、過去作品や『神と神』「改ブウ編」など稼働時期のシリーズ展開に合わせながらも『ドラゴンボールGT』を主軸展開にすることが多くスペシャルムービー時でも『GT』時のキャラクターが多い。
ほとんどは原作と同じ声優が担当しているが一部は『ドラゴンボール改』のキャストが起用されたり、声優が諸事情で起用できなかったキャラクターは別の声優が担当しており、中には本作から担当するものもいる（声優名は『ドラゴンボールヒーローズ アルティメットミッション』より）。他にも孫悟空GTやベジータGT、ベジット、ゴジータのように原作には登場しなかった超サイヤ人2も本作から登場しており、超サイヤ人2のバーダックやセル吸収の超17号やキビト神吸収の魔人ブウ、洗脳された劇場版キャラクターなど本作オリジナルの形態も多数ある。基本的にほとんどが流用だが悟空やトランクスを中心にブロリーや一星龍などゲーム内でのイベントの関係で新たに収録されることがある。バビディやピッコロ大魔王のように本作から『ドラゴンボール改』やストーリー上、キャスト変更されたのもいる。なお、大猿などの巨大キャラクター、カード化されていないキャラクター、個人個人の形態や状態は記載されていない。
一部のキャラクター名称に付いている「ゼノ」は「異質な物、異なる物」という意味。『ドラゴンボール ゼノバース』が由来ではなく、『ドラゴンボールヒーローズ』の独自ルール。

### 第1期
第1弾
2010年11月11日稼働。
- 『ドラゴンボールZ』より
  - 孫悟空（声 - 野沢雅子）
  - 孫悟飯（幼年期、少年期、青年期）（声 - 野沢雅子）
  - 孫悟天（声 - 野沢雅子）
  - ピッコロ（声 - 古川登志夫）
  - クリリン（声 - 田中真弓）
  - ベジータ（声 - 堀川りょう）
  - トランクス（幼年期 / 青年期）（声 - 草尾毅）
  - ミスター・サタン（声 - 郷里大輔[注 7]→石塚運昇[注 8]）
  - ヤムチャ（声 - 古谷徹）
  - 天津飯（声 - 真殿光昭）
  - 餃子（声 - 江森浩子）
  - ラディッツ（声 - 千葉繁）
  - ベジータ王（声 - 佐藤正治）
  - ナッパ（声 - 飯塚昭三）
  - 栽培マン（声 - 沼田祐介）
  - 人造人間16号（声 - 緑川光）
  - 人造人間17号（声 - 中原茂）
  - 人造人間18号（声 - 伊藤美紀）
  - 人造人間19号（声 - 堀之紀）
  - ドクター・ゲロ（声 - 矢田耕司）
  - セル（声 - 若本規夫）
- TVSP『たったひとりの最終決戦〜フリーザに挑んだZ戦士 孫悟空の父〜』より
  - バーダック（声 - 野沢雅子）
- 劇場版第10作『極限バトル!!三大超サイヤ人』より
  - 人造人間13号（声 - 遠藤守哉）
  - 人造人間14号（声 - 江川央生）
  - 人造人間15号（声 - 小林俊夫）

第2弾
2011年1月13日稼動。
- 『ドラゴンボールZ』より
  - セルJr.（声 - 鈴置洋孝[注 7]）
- 劇場版第10作『極限バトル!!三大超サイヤ人』より
  - 合体人造人間13号（声 - 遠藤守哉）
- 劇場版第12作『銀河ギリギリ!!ぶっちぎりの凄い奴』より
  - ボージャック（声 - 玄田哲章）
  - ビドー（声 - 江川央生）
  - ザンギャ（声 - Chiko）
  - ゴクア（声 - 森川智之）
  - ブージン（声 - 龍田直樹）
- OVA『サイヤ人絶滅計画』『超サイヤ人絶滅計画』より
  - ハッチヒャック（声 - 石川英郎）

第3弾
2011年3月17日 稼働。
- 『ドラゴンボール』より
  - 神龍（声 - 内海賢二）
- 『ドラゴンボールZ』より
  - グレートサイヤマン（声 - 野沢雅子）
  - ビーデル（声 - 皆口裕子）
  - マイティマスク（声 - 野沢雅子・草尾毅）
  - 界王神（声 - 三ツ矢雄二）
- 魔人ブウ：善（声 - 塩屋浩三）
  - ダーブラ（声 - 大友龍三郎）
  - プイプイ（声 - 麻生智久）
  - スポポビッチ（声 - 江川央生）
  - ヤムー（声 - 龍田直樹）
  - ゴテンクス（声 - 野沢雅子・草尾毅）

第4弾
2011年5月19日稼働。
- 『ドラゴンボールZ』より
  - ネイル（声 - 楠大典）
  - ギニュー（声 - 堀秀行）
  - リクーム（声 - 内海賢二）
  - バータ（声 - 小野坂昌也）
  - ジース（声 - 岸尾だいすけ）
  - グルド（声 - 高戸靖広）
  - ザーボン（声 - 三浦祥朗）
  - ドドリア（声 - 長嶝高士）
  - フリーザ（声 - 中尾隆聖）

第5弾
2011年7月14日稼働。
- 『ドラゴンボールZ』より
  - メカフリーザ（声 - 中尾隆聖）
  - コルド大王（声 - 大友龍三郎）
- 劇場版第7作『超サイヤ人だ孫悟空』より
  - スラッグ（声 - 屋良有作）
  - アンギラ（声 - 難波圭一）
  - ゼエウン（声 - 桐本琢也[注 9]）
  - ドロダボ（声 - 宝亀克寿[注 10]）
  - メダマッチャ（声 - 堀之紀）
- 劇場版第8作『とびっきりの最強対最強』より
  - クウラ（声 - 中尾隆聖）
  - サウザー（声 - 速水奨）
  - ドーレ（声 - 佐藤正治）
  - ネイズ（声 - 平野正人）
- 劇場版第9作『激突!!100億パワーの戦士たち』より
  - メタルクウラ（声 - 中尾隆聖）

第6弾
2011年9月15日稼働。
- 『ドラゴンボールZ』より
  - 魔人ブウ：悪（声 - 塩屋浩三）
  - ベジット（声 - 野沢雅子・堀川りょう）
  - キビト神（声 - 三ツ矢雄二）
- PS2『ドラゴンボールZ2』より
  - ゴタン[注 11]（声 - 野沢雅子・郷里大輔[注 7]）
- 外伝漫画『エピソード オブ バーダック』より
  - チルド（声 - 茶風林）

第7弾
2011年11月17日稼働。
- 『ドラゴンボールZ』より
  - ウーブ（声 - 浦和めぐみ）
  - ミスター・ブウ（声 - 塩屋浩三）
  - 魔人ブウ：純粋悪（声 - 塩屋浩三）
  - 魔人ブウ：純粋（声 - 塩屋浩三）
- 劇場版第11作『燃えつきろ!!熱戦・烈戦・超激戦』より
  - ブロリー（声 - 島田敏）
  - パラガス（声 - 宝亀克寿[注 12]）
- 劇場版第14作『超戦士撃破!!勝つのはオレだ』より
  - バイオブロリー（声 - 島田敏）

第8弾
2012年1月19日稼働。
- 劇場版第16作『龍拳爆発!!悟空がやらねば誰がやる』より
  - グレートサイヤマン2号（声 - 皆口裕子）
  - タピオン（声 - 優希比呂）
- 外伝漫画『エピソード オブ バーダック』より
  - トービ（声 - 平井啓二）

### ギャラクシーミッション
ギャラクシーミッション 1弾
2012年3月22日稼働。
- 『ドラゴンボールGT』より
  - 孫悟空：GT（声 - 野沢雅子）
  - ベジータ：GT（声 - 堀川りょう）
  - トランクス：GT（声 - 草尾毅）
  - パン（声 - 皆口裕子）
  - ウーブ：青年期（声 - 私市淳）
  - Dr.ミュー（声 - 増谷康紀[注 13]）
  - スーパーメガキャノンΣ（シグマ）（声 - 佐藤佑暉）
  - リルド将軍（声 - 梁田清之）
  - ハイパーメガリルド（声 - 梁田清之）
  - 究極神龍（声 - 内海賢二）

ギャラクシーミッション 2弾
2012年5月17日稼働。
- 『ドラゴンボールZ』より
  - パイクーハン（声 - 緑川光）
- 劇場版第15作『復活のフュージョン!!悟空とベジータ』より
  - ゴジータ（声 - 野沢雅子・堀川りょう）
  - ジャネンバ（声 - 玄田哲章）
  - ベクウ（声 - 野沢雅子・堀川りょう）
- 『ドラゴンボールGT』より
  - メタルリルド（声 - 梁田清之）
  - ベビー：少年体（声 - 沼田祐介）

ギャラクシーミッション 3弾
2012年7月12日稼働。
- 劇場版第6作『地球まるごと超決戦』より
  - カカオ（声 - 里内信夫）
- 『ドラゴンボールGT』より
  - 孫悟飯：GT（声 - 野沢雅子）
  - 孫悟天：GT（声 - 野沢雅子）
  - ミスター・サタン：GT（声 - 郷里大輔[注 7]→石塚運昇[注 8]）

ギャラクシーミッション 4弾
2012年9月13日稼働。
- 劇場版第6作『地球まるごと超決戦』より
  - ターレス（声 - 野沢雅子）
  - ダイーズ（声 - 真地勇志）
  - アモンド（声 - 銀河万丈）
  - レズン（声 - 内海賢二）
  - ラカセイ（声 - 佐藤正治）
- 『ドラゴンボールGT』より
  - ベジータベビー（声 - 沼田祐介）
- ヒーローズオリジナルより
  - ジャネンバベビー（声 - 沼田祐介）

ギャラクシーミッション 5弾
2012年11月15日稼働。
- TVSP『絶望への反抗!!残された超戦士・悟飯とトランクス』より
  - 孫悟飯：未来（声 - 野沢雅子）
  - トランクス：未来（声 - 草尾毅）
- 『ドラゴンボールGT』より
  - スーパーウーブ（声 - 私市淳）
  - スーパーベビー（声 - 沼田祐介）
  - スーパーベビー2（声 - 沼田祐介）

ギャラクシーミッション 6弾
2013年1月17日稼働。
- 『ドラゴンボールZ』より
  - キュイ（声 - 竹本英史）
- TVSP『たったひとりの最終決戦〜フリーザに挑んだZ戦士 孫悟空の父〜』より
  - ベジータ：幼年期（声 - 堀川りょう）
  - ナッパ：青年期（声 - 飯塚昭三）
  - トーマ（声 - 稲田徹[注 13]）
  - セリパ（声 - 三田ゆう子）
  - パンブーキン（声 - 増谷康紀[注 14]）
  - トテッポ（声 - 塩屋浩三）

ギャラクシーミッション 7弾
2013年3月14日稼働。
- 劇場版第18作『神と神』より
  - ビルス（声 - 山寺宏一）
  - ウイス（声 - 森田成一）

ギャラクシーミッション 8弾
2013年5月16日稼働。
- 『ドラゴンボール』より
  - ピッコロ大魔王（声 - 青野武[注 7]→島田敏[注 15]）
- 劇場版第4作『ドラゴンボールZ』より
  - ガーリックJr.（声 - 神谷明）
  - ジンジャー（声 - 増谷康紀[注 9]）
  - ニッキー（声 - 千葉繁）
  - サンショ（声 - 堀之紀）

ギャラクシーミッション 9弾
2013年7月11日稼働。
- 『ドラゴンボールZ』より
  - ガッシュ（声 - 緑川光）
  - ビネガー（声 - 星野充昭[注 10]）
  - ゾルド（声 - 高戸靖広[注 16]）
  - タード（声 - 佐藤正治）
- 『ドラゴンボールGT』より
  - ヘルファイター17号（声 - 中原茂）
  - 超17号（声 - 中原茂）

ギャラクシーミッション 10弾
2013年9月12日稼働。
- OVA『サイヤ人絶滅計画』『超サイヤ人絶滅計画』より
  - Dr.ライチー（声 - 岩崎ひろし）

### 邪悪龍ミッション
邪悪龍ミッション 1弾
2013年11月14日稼働。
- 『ドラゴンボールZ』より
  - パン：幼年期（声 - 皆口裕子）
- 『ドラゴンボール』より
  - 孫悟空：少年期（声 - 野沢雅子）
  - クリリン：少年期（声 - 田中真弓）
  - 亀仙人（声 - 佐藤正治）
  - ブルー将軍（声 - 古川登志夫）
  - ムラサキ曹長（声 - 飛田展男[注 17]）
  - 海賊ロボ（声 - 利根健太朗）
  - ピラフマシン（声 - 千葉繁）
- 劇場版第9作『激突!!100億パワーの戦士たち』より
  - ロボット兵（声 - 荒井聡太）
- 『ドラゴンボールGT』より
  - 六星龍（声 - 勝生真沙子・大友龍三郎）
- ヒーローズオリジナルより
  - ゴテンクス：青年期（声 - 野沢雅子・草尾毅）

邪悪龍ミッション 2弾
2014年1月16日稼働。
- 『ドラゴンボール』より
  - 桃白白（声 - 大塚周夫）
- 『ドラゴンボールGT』より
  - 二星龍（声 - 茶風林）
- 『ネコマジン』より
  - クリーザ（声 - 菊池正美）

邪悪龍ミッション 3弾
2014年3月13日稼働。
- 『ドラゴンボールZ』より
  - キビト（声 - 青森伸）
  - 大界王神（声 - 辻村真人）
  - 北の界王神（声 - 堀之紀）
  - 西の界王神（声 - 鶴ひろみ）
  - 南の界王神（声 - 増谷康紀[注 13]）
  - ビビディ（声 - 山崎たくみ[注 18]）
  - 魔人ブウ：純粋（南の界王神吸収）（声 - 塩屋浩三）
  - ヒーローズオリジナルより
  - 魔人ブウ：純粋（キビト神吸収）（声 - 塩屋浩三）

邪悪龍ミッション 4弾
2014年5月15日稼働。
- 『ドラゴンボールZ』より
  - バビディ（声 - 八奈見乗児→島田敏[注 19]）
- 『ドラゴンボール』より
  - ジャッキー・チュン（声 - 佐藤正治）
  - 鶴仙人（声 - 永井一郎）
- 『ドラゴンボールGT』より
  - 三星龍（声 - 置鮎龍太郎）
- 『ネコマジン』より
  - ネコマジンミックス（声 - 松野太紀）
  - ネコマジンZ（声 - 宮田幸季）
  - ネコマジンみけ（声 - 沼田祐介）

邪悪龍ミッション 5弾
2014年7月10日稼働。
- 『ドラゴンボール』より
  - サイボーグ桃白白（声 - 大塚周夫）
- 劇場版第2作『この世で一番強いヤツ』より
  - Dr.コーチン（声 - 後藤哲夫[注 20]）
- 『ドラゴンボールGT』より
  - 七星龍（声 - 青森伸）
- ヒーローズオリジナルより
  - 破壊王ガーリックJr.（声 - 神谷明）
  - 破壊王ターレス（声 - 野沢雅子）
  - 破壊王スラッグ（声 - 屋良有作）
  - 破壊王合体13号（声 - 遠藤守哉）
  - 破壊王ボージャック（声 - 玄田哲章）
  - 破壊王ハッチヒャック（声 - 石川英郎）
  - 破壊王ジャネンバ（声 - 玄田哲章）
  - 破壊王ジャネンバベビー（声 - 沼田祐介）
  - 魔人ブウ：純粋（バビディ吸収）（声 - 塩屋浩三）

邪悪龍ミッション 6弾
2014年9月11日稼働。
- 『ドラゴンボール』より
  - マジュニア（声 - 古川登志夫）
- 劇場版第2作『この世で一番強いヤツ』より
  - Dr.ウィロー（声 - 中田浩二）
  - ミソカッツン（声 - 小山剛志[注 10]）
  - エビフリャー（声 - 増谷康紀[注 21]）
  - キシーメ（声 - 岸野幸正）
  - バイオマン（声 - 沼田祐介）
  - 洗脳ピッコロ（声 - 古川登志夫）
- 『ドラゴンボールGT』より
  - 四星龍（声 - 山口健[注 7]）
- 『ドラゴンボールオンライン』より
  - トランクス：ゼノ[注 22]（声 - 草尾毅）

邪悪龍ミッション 7弾
2014年11月13日稼働。
- 劇場版第11作『燃えつきろ!!熱戦・烈戦・超激戦』より
  - 通常ブロリー（声 - 島田敏）
  - アンゴル（声 - 宮崎寛務[注 23]）
  - モア（声 - 川津泰彦）
- 劇場版第13作『危険なふたり!超戦士はねむれない』より
  - 復活ブロリー（声 - 島田敏）
- 『ドラゴンボールGT』より
- 五星龍（声 - 真殿光昭[注 24]）
- ヒーローズオリジナルより
- スーパーパイクーハン（声 - 緑川光）

邪悪龍ミッション 8弾
2015年1月15日稼働。
- 『ドラゴンボールGT』より
  - ゴジータ：GT（声 - 野沢雅子・堀川りょう）
  - 一星龍（声 - 柴田秀勝）
  - 超一星龍（声 - 柴田秀勝）

### ゴッドミッション
GOD MISSION 1弾
2015年3月12日稼働。
- 『銀河パトロール ジャコ』より
  - ジャコ（声 - 花江夏樹）
- JSAT08『ドラゴンボール オッス!帰ってきた孫悟空と仲間たち!!』より
  - アボ（声 - 沼田祐介）
  - カド（声 - 田中一成）
  - 合体アカ（声 - 増谷康紀）
- 劇場版第19作『ドラゴンボールZ 復活の「F」』より
  - フリーザ：復活（声 - 中尾隆聖）
  - ソルベ（声 - 斎藤志郎）
  - タゴマ（声 - 中井和哉）
- 『ドラゴンボールオンライン』より
  - 仮面のサイヤ人[注 25]（声 - 野沢雅子）

GOD MISSION 2弾
2015年5月14日稼働。
- 劇場版第19作『ドラゴンボールZ 復活の「F」』より
  - ゴールデンフリーザ（声 - 中尾隆聖）
  - シサミ（声 - 稲田徹）
- 『ドラゴンボールオンライン』より
  - ミラ（声 - 高橋広樹）

GOD MISSION 3弾
2015年7月16日稼働。
- 『ドラゴンボール ゼノバース』より
  - 時の界王神（声 - 伊藤かな恵）
- ヒーローズオリジナルより
  - バーダック：ゼノ（声 - 野沢雅子）

GOD MISSION 4弾
2015年9月17日稼働。
- 『ドラゴンボール』より
  - 神様（声 - 島田敏）
  - タンバリン（声 - 中尾隆聖）
- JSAT08『ドラゴンボール オッス!帰ってきた孫悟空と仲間たち!!』より
  - ターブル（声 - 森田成一）
- 『ドラゴンボールオンライン』より
  - トワ（声 - 勝生真沙子）
  - ボーン将軍（声 - 松田健一郎）
  - シュンシュン（声 - 今野宏美）
  - ハルハル（声 - 相沢舞）
- ヒーローズオリジナルより
  - ダーブラ：ゼノ（声 -大友龍三郎）
  - サイアックマン[注 26]（声 - 花輪英司）

GOD MISSION 5弾
2015年11月19日稼働。
- 劇場版第15作『ドラゴンボールZ 復活のフュージョン!!悟空とベジータ』より
  - 分身ジャネンバ（巨大ジャネンバ）（声 - 玄田哲章）
- 『ドラゴンボールGT』より
  - ムッチー（声 - 星野充昭[注 14]）
- ヒーローズオリジナルより
  - 暗黒トワ（声 - 勝生真沙子）

GOD MISSION 6弾
2016年1月21日稼働。
- 『ドラゴンボールGT』より
  - モッチー（声 - 星野充昭[注 14]）
- ヒーローズオリジナルより
  - 孫悟天：ゼノ（声 - 野沢雅子）
  - ゴテンクス：ゼノ（声 - 野沢雅子・草尾毅）
  - ゴールデンフリーザ（怒り）[注 27]（声 - 中尾隆聖）
  - スーパーベビー：トランクス（声 - 沼田祐介）
  - ハッチヒャックベビー（声 - 沼田祐介）
  - ブロリー（超サイヤ人4フルパワー）（声 - 島田敏）

GOD MISSION 7弾
2016年3月10日稼働。
- 『ドラゴンボール超』より
  - シャンパ（声 - 岩田光央）
  - ボタモ（声 - 高戸靖広）
  - フロスト（声 - 中尾隆聖）
  - マゲッタ（声 - 龍田直樹）
- PS3、PS4、Xbox 360、Xbox One『ドラゴンボール ゼノバース』より
  - ドミグラ（声 - 鳥海浩輔）
- ヒーローズオリジナルより
  - クロノア（声 - 伊藤かな恵）
  - グレイビー（声 - 廣田行生）
  - プティン（声 - 津田美波）

GOD MISSION 8弾
2016年5月12日稼働。
- 劇場版第16作『龍拳爆発!!悟空がやらねば誰がやる』より
  - ミノシア（声 - 桑島法子[注 23]）
  - ホイ（声 - 後藤哲夫[注 28]）
- 『ドラゴンボール超』より
  - ヴァドス（声 - 山口由里子）
  - キャベ（声 - 岸尾だいすけ）
  - ヒット（声 - 山路和弘）
  - 超神龍（声 - 大友龍三郎）
- PS3、PS4、Xbox 360、Xbox One『ドラゴンボール ゼノバース』より
  - 魔神ドミグラ（声 - 鳥海浩輔）

GOD MISSION 9弾
2016年7月14日稼働。
- 『ドラゴンボール超』より
  - ゴクウブラック（声 - 野沢雅子）
  - ババリ星人（声 - 小山剛志）
- ゲームオリジナルより
  - ゴハンクス：未来（声 - 野沢雅子・草尾毅）
  - ゴハンクス：EX（声 - 野沢雅子・草尾毅）
- ヒーローズオリジナルより
  - 孫悟空：ゼノ（声 - 野沢雅子）
  - 黒仮面のサイヤ人（声 - 堀川りょう）

GOD MISSION 10弾
2016年9月15日稼働。
- 『ドラゴンボール超』より
  - ザマス（声 - 三木眞一郎）
  - ゴワス（声 - 後藤哲夫）
- ヒーローズオリジナルより
  - 孫悟飯：ゼノ（声 - 野沢雅子）
  - ベジータ：ゼノ（声 - 堀川りょう）
  - キョアックマン（声 - 花輪英司）

### ゲームオリジナルのキャラクター
『ドラゴンボールZ外伝 サイヤ人絶滅計画』から初登場
- ハッチヒャック[注 29]
- Dr.ライチー

『ドラゴンボールZ 真サイヤ人絶滅計画 -宇宙編-』から初登場
- ハッチヒャック（分裂化）
- ハッチヒャック（巨大化）
- ハッチヒャック（パワーアップ形態）[注 29]

『ドラゴンボールZ Sparking! METEOR』から初登場
- 大猿ベジータ王

『ドラゴンボールオンライン』から初登場
- トランクス：ゼノ[注 22]
- ミラ
- トワ
- 仮面のサイヤ人[注 25]
- 大猿仮面のサイヤ人
- ボーン将軍[注 30]
- ハルハル
- シュンシュン

『ドラゴンバトラーズ』から初登場
- 超サイヤ人3ブロリー

『ドラゴンボール レイジングブラスト』から初登場
- 超サイヤ人3ベジータ

『ドラゴンボール エピソード オブ バーダック』と同時期に初登場
- 超サイヤ人バーダック[注 31]

『ドラゴンボール ゼノバース』から初登場
- 時の界王神
- 魔神ドミグラ
- 魔神ドミグラ（最終形態・巨大化）

『ドラゴンボールフュージョンズ』と同時に初登場
- ゴハンクス：未来[注 32]
- ゴハンクス：EX[注 33]

『ドラゴンボールヒーローズ』から初登場（カード化なしも含む）
サイヤ人
- 超サイヤ人3トランクス：青年期
- 超サイヤ人3トランクス：未来
- 超サイヤ人3トランクス：GT
- 超サイヤ人3トランクス:ゼノ
- ベジータ:ゼノ
- 超サイヤ人2ベジータ：GT
- 超サイヤ人3ベジータ：GT
- 超サイヤ人ゴッドSSベジータ（超神龍モード）
- 孫悟空：ゼノ
- 超サイヤ人2孫悟空：GT
- 超サイヤ人ゴッドSS孫悟空（神龍モード）
- 孫悟飯：ゼノ
- 超サイヤ人3孫悟飯：未来
- 超サイヤ人3孫悟飯:青年期
- 超サイヤ人4孫悟飯：GT
- 孫悟天：ゼノ
- ゴテンクス：ゼノ
- ゴテンクス：青年期
- 超サイヤ人ゴテンクス：青年期[注 34]
- 超サイヤ人2ゴテンクス：青年期[注 35]
- 超サイヤ人3ゴテンクス：青年期
- 超サイヤ人ゴテンクス：ゼノ
- 超サイヤ人3ゴテンクス：ゼノ
- バーダック:ゼノ
- 超サイヤ人バーダック:ゼノ
- 超サイヤ人2バーダック:ゼノ[注 36]
- 超サイヤ人3バーダック:ゼノ
- 超サイヤ人2バーダック
- 超サイヤ人2ゴジータ
- 超サイヤ人3ゴジータ
- 超サイヤ人2ベジット
- 超サイヤ人3ベジット
- 超サイヤ人4ブロリー
- ブロリー超サイヤ人4フルパワー
- 黄金大猿ブロリー
- 黄金大猿ゴジータ[注 37]
- 黒仮面のサイヤ人

破壊王
- 破壊王子超サイヤ人3ベジータ（バビディ洗脳）
- 破壊王ジャネンバ（バビディ洗脳）
- 破壊王ジャネンバベビー（バビディ洗脳）
- 破壊王合体人造人間13号（バビディ洗脳）
- 破壊王ハッチヒャック（バビディ洗脳）
- 破壊王スラッグ（バビディ洗脳）
- 破壊王ボージャック（バビディ洗脳）
- 破壊王ガーリックJr.（バビディ洗脳）
- 破壊王ターレス（バビディ洗脳）
- 破壊王ヒルデガーン（バビディ洗脳）
- 破壊王超サイヤ人3ブロリー（バビディ洗脳）

その他
- 赤いガーリックJr.
- 超17号（16号吸収）
- 超17号（18号吸収）
- 超17号（セル吸収）
- 魔人ブウ：純粋（キビト神吸収）
- 魔人ブウ：純粋（バビディ吸収）
- スーパーパイクーハン
- 超二星龍（巨大化）
- 超三星龍
- 超四星龍
- 超六星龍（巨大化）
- サイアックマン[注 26]
- キョアックマン
- 超ミラ
- 暗黒トワ
- ダーブラ:ゼノ
- ゴールデンフリーザ怒り[注 27]
- ジャネンバベビー
- スーパーベビー：トランクス
- ハッチヒャックベビー
- クロノア（7500万年前の時の界王神）
- グレイビー
- プティン
- 魔導師ドミグラ（7500万年前の魔神ドミグラ）
- 魔神ドミグラ（魔強化形態）

## 特殊ミッション

### 第1期
- ハッチヒャック討伐ミッション

2010年11月20日から12月20日までハッチヒャックと戦えるミッションが開催。
公式サイトでの人気投票『もう1度プレイしたいミッション人気投票』で第1位になり、2011年11月1日から11月16日まで再配信。クリアボーナスは88,888ptになる。
- 栽培マン100万匹討伐ミッション（サイバイマンチャレンジ）

2010年12月18日から27日まで開催。スペシャルの「栽培マンをとうばつせよ!」選択しバトルスタート。ミッション配信終了後の2010年12月28日から2011年1月5日の期間中、討伐数によって、100万匹達成で経験値ボーナスが2倍アップ、50万匹で1.5倍、38万匹で1.2倍となる。最終討伐数は82万匹となった。
- 大猿ベジータをたおせ

2011年1月6日から1月12日まで開催。第1弾のサイヤ人編の超ボスである大猿ベジータのパワーアップバージョンと戦えるミッション。
- 友情パワー1.2倍キャンペーン

2011年2月11日から2月17日の期間中、ヒーローライセンス&アバターを使用すると獲得友情パワーが1.2倍になる。
- 超（スーパー）セルゲームに挑め!

2011年2月21日から3月16日まで開催の5体のセルと戦うチャレンジスペシャルミッション。セルチームの勝利数が5,000勝を超えると3月17日から23日まで経験値1.5倍キャンペーンが開催。また期間中、全国を6エリアに分けマシン別ベストスコアランキング各エリアTOP5合計スコアも発表、第1位のエリアには経験値2倍キャンペーンが行われる。
5,000戦ミッションは6,218勝で達成となり1.5倍キャンペーンは行われたが、エリアのランキング発表および2倍キャンペーンは2011年東北地方太平洋沖地震の影響で延期となった。
- 超（スーパー）サイヤ人3達に挑め!

2011年4月7日から5月8日まで開催の超サイヤ人3の孫悟空、ベジータ、トランクスと戦うスペシャルチャレンジミッション。
- 洗脳戦士達をたおせ

2011年4月21日から28日まで開催のバビティミッション。洗脳された破壊王子ベジータ、スポポビッチ、ヤムー、プイプイ、ダーブラと戦い、バトル勝敗結果に応じキリメーターが貯まり、ポイントに応じた経験値キャンペーンが4月29日から5月8日（当初予定）まで実施。最終ポイントは10万Pt (109,501Pt) を突破し経験値2倍キャンペーンが実施された。ただし一部店舗で経験値キャンペーンが正しく配信されなかったトラブルが起こったため5月15日まで期間延長された。
- 伝説の魔人をたおせ

2011年5月9日から18日まで開催の前回のミッションに続くボスミッションで、キリメーターが10万Ptになって復活した魔人ブウと戦う。
- ヒーローズスタジアム限定経験値1.3倍キャンペーン

2011年5月19日から26日まで、全国ヒーローズスタジアム限定のキャンペーン。
- アッキーナアバター率いる女の子チームに挑め!

2011年5月28日から6月12日までの『サキよみ ジャンBANG!』連動企画のスペシャルチャレンジミッション。アッキーナアバター、ビーデル、人造人間18号、ザンギャのチームとバトルし、勝数に応じた経験値ボーナスキャンペーンが行われる。最終勝数は3万勝（30,712勝）を突破し経験値2倍キャンペーンが実施された。
- ナメック星人を解放せよ!

2011年6月21日から7月6日までのスペシャルチャレンジミッション。メタルクウラ軍団（3体から5体のランダム）と戦い。1体撃退に付きナメック星人10人を解放しその数によって7月7日から13日まで経験値ボーナスキャンペーンが配信される。最終で1,035,207体撃退、10,352070人解放でボーナス2倍キャンペーンが実施された。
- 伝説の超サイヤ人を倒せ!

2011年7月15日から9月14日までのスペシャルボスミッション。バーダックが超サイヤ人に覚醒し、孫悟空、孫悟飯少年期の親子三代の超サイヤ人チームと対戦。
- 巨大スラッグをたおせ!

2011年8月5日から8月18日までのスペシャルボスミッション。超ナメック人スラッグを倒すミッション。
- 惑星プラントを救え!

2011年8月20日から9月7日までのスペシャルチャレンジミッション。Vジャンプ『ドラゴンボール エピソード オブ バーダック』と連動したコラボ企画で、惑星プラントを征服に来たチルドとトービを倒し惑星プラントを解放させる。解放率によって9月8日から9月14日まで経験値ボーナスキャンペーンが配信される予定であったが、最終解放率は57%となり最低ランクの70%を下回ったため実施されなかった。
- 魔人ブウ達をたおせ

2011年10月5日から11月16日までのスペシャルボスミッション。魔人ブウ:悪とピッコロ（神と融合）、ゴテンクス（超サイヤ人3）、孫悟飯:青年期（潜在能力解放）との対戦で、ラウンドが進むごとにブウが仲間の吸収を繰り返しパワーアップしていく。
- ジャンBANG!チームに挑め

2011年10月21日から11月8日までの『サキよみ ジャンBANG!』連動企画のスペシャルチャレンジミッション。ジャンBANGチームであるアッキーナアバター、アメザリ戦闘員（アメパイ、ザリパイ）と戦う。勝利数に応じ2011年11月9日から11月16日まで経験値ボーナスキャンペーンが配信される予定であったが、規定勝利数に満たなかったため実施されなかった。
- フリーザ一族をたおせ

2011年12月17日から2012年1月18日までのスペシャルボスミッション。チルド、コルド大王、フリーザ、クウラ、メタルクウラのチームと対戦する。
- ブロリー達をたおせ

2011年12月22日から2012年1月10日までのスペシャルチャレンジミッション。ブロリー&パラガス親子と対決する。勝利数500,000pt以上達成でに応じて2012年1月12日から1月18日まで経験値1.2倍のボーナスキャンペーンを実施。
- ヒルデガーンにいどめ

2012年2月9日から3月21日までのスペシャルボスミッション。ヒルデガーンと対決。チーム全員が必殺技を発動させた上で勝利するとウルトラクリアとなる。
- 最凶ボスチームをたおせ

2012年2月23日から3月13日までのスペシャルチャレンジミッション。ブロリー・超サイヤ人3、セル完全体、フリーザ最終形態フルパワー、魔人ブウ:悪・孫悟飯吸収、ハッチヒャックの最凶ボスチームと対戦する。1勝で10pt、1敗で3pt、ウルトラクリアで20ptのポイント計算で、50万pt以上の917,018ptを獲得し2012年3月15日から3月21日まで経験値ボーナス2倍キャンペーンを実施。

### ギャラクシーミッション
- 破壊神ルードをたおせ！

2012年4月5日から4月24日までのチャレンジミッション。破壊神ルードと戦う。ルードロボ破壊状況に応じ、2012年4月26日から5月2日まで経験値アップキャンペーン実施。さらに完全破壊でレアなロボパーツ獲得確率アップ。
- 地獄からよみがえる敵を討て！

2012年5月31日から6月19日までのチャレンジミッション。ランダムで4種類の敵と戦う。送り返した数に応じ、2012年6月21日から6月27日まで経験値アップキャンペーン実施。さらに30万人撃破でレアなロボパーツ獲得確率アップ。栽培マンはクリアすると経験値がたくさんもらえる。
- 栽培マン、栽培マン、栽培マン、栽培マン、栽培マン
- ボージャック、ザンギャ、ゴクア、ビドー、ブージン
- ギニュー、リクーム、ジース、バータ、グルド
- フリーザ、クウラ、スラッグ、ボージャック

- ベビーをたおせ！

2012年5月9日から5月16日までのスペシャルボスミッション。ベビーと戦う。
- みんなでベビーから日本を守れ！

2012年7月19日から8月21日までの夏休み特別企画のチャレンジミッション。日本全国各地に襲来したベビーとベビーに寄生された敵キャラクターと戦う。まず自分が住んでいる地域のエリアをクリアすると他のエリアが解放する。さらに他のエリアをクリアするとボスエリアが出現する。解放率に応じ、2012年8月23日から8月29日まで経験値アップ、2012年8月30日から9月5日までレアなロボパーツ獲得確率アップキャンペーン実施。
- 北海道・東北エリアはベビー、ラディッツ、ナッパ、栽培マン、栽培マン
- 関東エリアはベビー、フリーザ、クウラ、コルド大王、チルド
- 中部・近畿エリアはベビー、人造人間16号、人造人間17号、人造人間18号
- 中国・四国・九州エリアはベビー、セル、合体13号
- ボスエリアはベビー、孫悟飯GT（寄生）、孫悟天GT（寄生）、トランクスGT（寄生）

- 伝説のスーパーサイヤ人3をたおせ！

2012年8月8日から2012年8月26日までのスペシャルボスミッション。ゴジータとゴテンクスと戦う。
- 迫りくる大猿をやっつけろ！

2012年10月7日から10月25日までのチャレンジミッション。3匹の大猿と戦う。獲得ポイントに応じ、2012年10月5日から10月11日まで経験値アップ、2012年10月12日から10月18日までレアなロボパーツ獲得確率アップキャンペーン実施。
- ターレス軍団をたおせ！

2012年10月14日から10月22日までのスペシャルボスミッション。ターレス、ダイーズ、アモンド、カカオ、レズン、ラカセイと戦う。
- トランクス・ザ・ストーリー もうひとつの未来編

2012年12月14日から1月7日までのチャレンジミッション。人造人間と戦う。このミッションはカードは4枚しか登録できず、後の2人は孫悟飯未来、トランクス未来が仲間として入る。クリア後ボスミッションが出現し、孫悟空、トランクス未来が仲間として入る。このミッションで孫悟飯未来の友情ボーナスが上がると爆裂砲火弾を覚える。
- 東西エリア討伐決戦！

2013年2月7日から2月25日までのチャレンジミッション。東エリアと西エリアが獲得ポイントによって勝敗を争う。4つのミッションをクリアし、相手よりポイントが高ければ経験値ボーナス3倍、友情ボーナス1.5倍。負けても経験値ボーナス1.5倍、友情ボーナス1.2倍。勝敗に応じ、2013年3月1日から3月7日まで経験値アップ、2013年3月15日から3月21日まで友情ボーナスアップキャンペーン実施。
- 最強への道のり

2013年3月30日から4月23日までのチャレンジミッション。孫悟空とボス敵と戦う。このミッションはある弱点がある。獲得ポイントに応じ、2013年4月26日から5月6日まで経験値アップ、2013年5月9日から5月14日までレアなロボパーツ獲得確率アップキャンペーン実施。
- 孫悟空、セル（完全体）
- 孫悟空、魔人ブウ（純粋）
- 超サイヤ人ゴッド孫悟空

- ウイスの真の実力に挑め！

2013年4月8日から4月24日までのスペシャルミッション。ウイスとビルスと戦う。
- ガーリック城でお宝大作戦！

2013年6月6日から6月25日までのチャレンジミッション。ガーリックJr.と戦う。3ラウンド以内にクリアし、ウルトラクリア達成すると経験値がアップ。さらに赤いガーリックJr.が出現し、クリアすると経験値が超アップ。クリア後限定鳥山ロボディフェンドフォームがもらえる。全国のお宝ゲット数に応じ、2013年6月28日から7月4日まで経験値アップ、2013年7月20日から7月16日までレアなロボパーツ獲得確率アップキャンペーン実施。
- 赤いガーリックJr.、ジンジャー、ニッキ―、サンショ
- ガーリックJr.、ジンジャー、ニッキ―、サンショ
- ジンジャー、ニッキ―、サンショ

- 未来からやってきた挑戦者（ヒーロー）に挑め！

2013年8月1日から8月24日までのチャレンジミッション。人造人間アバターと戦う。まず人造人間アバターヒーローと人造人間アバターエリートに挑む。クリア後人造人間アバターバーサーカーが出現し、勝利ポイントが+2もらえる。勝利ポイントに応じ、2013年8月28日から9月3日まで経験値アップ、2013年9月4日から9月10日まで友情ボーナスアップキャンペーン実施。
- 人造人間アバターヒーロー、人造人間17号、サウザー、ダイーズ、ゴクア
- 人造人間アバターエリート、人造人間18号、ザンギャ、ビーデル
- 人造人間アバターバーサーカー、セル（第1形態）フリーザ（第3形態）、合体13号、バイオブロリー

- 超17号をたおせ！

2013年8月23日から8月14日までのスペシャルボスミッション。超17号（16号吸収）と戦う。
- デストロンガスの脅威！絶望へのカウントダウンをとめろ！

2013年10月1日から10月24日までのチャレンジミッション。Dr.ライチ―とゴースト戦士と戦う。まず2体のゴースト戦士に挑む。クリア後Dr.ライチー出現し、限定バッジがもらえる。このミッションは弱点があり、自分のバトルタイプが攻撃される相手と同じだとダメージが2倍になる。さらにGM10弾カードの特殊アビリティを使うと相手の必殺技無効効果を消し、体力+1000。
- フリーザ（最終形態）、ターレス、ドドリア、アモンド
- クウラ、スラッグ、サウザー、アンギラ
- ボスミッションはDr.ライチ―、フリーザ（最終形態）、クウラ、スラッグ、ターレス

### 邪悪龍ミッション
- 激闘!超マッスルタワー!

2013年11月29日から12月23日までのスペシャルチャレンジミッション。超マッスルタワーに立ちはだかる敵を倒して上り最上階を目指すミッション。
各階によって経験値ボーナスが違い、勝敗関係なく、もらえるが3Fからは勝敗に応じてもらえる。しかし、負けてしまった場合、1Fからやり直しになる。
- 1Fはブルー将軍、ムラサキ曹長×3
- 2Fはブルー将軍、Dr.ゲロ
- 3FはDr.ゲロ、人造人間アバター全員（クラスアップ）

クリアすることでポイントが溜まり、クリア数により最大経験値2倍と友情度ボーナス1.5倍が得られる。このミッション限定で手に入るヒーローバッジ「マッスルタワーバッジ」を戦闘終了時に入手できる可能性もあった。途中からバトルナビゲーターの新カリスマ、ツバサとももちゃんのクリスマスプレゼントで経験値ボーナスが伸び、最大経験値3倍となった。結果は経験値3倍と友情度ボーナス1.5倍が配信された。
- 亀仙人フルパワーに挑め！

2013年12月27日から2014年1月5日までのスペシャルボスミッション。亀仙人と悟空：少年期と戦うミッション。
- ピラフマシンに挑め！

2014年1月8日から2014年1月14日までのスペシャルボスミッション。ピラフマシンと戦うミッション。
- ヒーロー特戦隊!入隊テスト

2014年1月31日から2014年2月23日までのスペシャルチャレンジミッション。ヒーロー特戦隊に入隊し、各クラスの教官と戦うミッション。順番で敵を倒してゆき、次々と勝てばクラス入隊認定される。入隊認定されば各クラスの経験値ボーナスがもらえる。Sクラスになればタックボーナスが特大になる。
- Bクラスはフリーザ一族アバター全員（クラスアップ）
- Aクラスはナメック星人アバター全員（クラスアップ）
- Sクラスはバーサーカーサイヤ人アバター（クラスアップ、超サイヤ人2）、エリートフリーザ一族アバター（クラスアップ）、エリート魔人アバター（クラスアップ）、バーサーカーナメック星人アバター（クラスアップ）、バーサーカー人造人間アバター（クラスアップ）

クリアすることで合格ポイントゲージが溜まり、クリア数により最大経験値2倍とレアバッジ獲得率が得られる。このミッション限定で手に入るヒーローバッジ「ヒーロー特戦隊バッジ」を戦闘終了時に入手できる可能性もあった。結果は経験値1.8倍とレアバッジ獲得率アップが配信されたため、最大経験値2倍にはいたらなかった。
- メタルクウラ・コアに挑め！

2014年2月26日から3月4日までのスペシャルボスミッション。メタルクウラ3体と戦うミッション。
- 桃白白チームに挑め！

2014年3月5日から3月11日までのスペシャルボスミッション。桃白白、ブルー将軍、ムラサキ曹長、海賊ロボと戦うミッション。
- 破壊神ビルスとウイスに挑め！ 伝説の超サイヤ人ゴッドに挑め！

2014年3月21日から3月23日の緊急スペシャルミッション。映画『ドラゴンボールZ 神と神』のフジテレビ地上波放送決定記念としてビルスとウイス、孫悟空（超サイヤ人ゴッド）と戦うミッション。
- 魔人復活計画

2014年4月3日から5月6日までのドラマチックミッション。『ドラゴンボール改』2回目の放送記念として『ドラゴンボール改』の魔人ブウ編のアニメに合わせ、全エンディングを制覇するミッション。今回のミッションはいつものスペシャルミッションは違い、1回目のバトルで勝利し、自分でストーリー選んで、各エンディング到達でエンディングによってボーナスがもらえる。エンディングは全4つ。エンディング達成に応じて、達成回数ゲージが溜まり、クリア数により最大経験値2倍が得られる。このミッションが配信中の時は経験値1.2倍もらえる。エンディングに応じて、このミッション限定で手に入るヒーローバッジ「ドラマチックミッションバッジ」と全エンディング制覇の「全エンディング制覇バッジ」を戦闘終了時に入手できる。その後はランダムで入手可能。4月24日から5月6日までゴールデンウィークボーナスとして経験値1.2倍から1.5倍になる。通信障害の影響で6日から8日に変更した。結果は経験値1.5が配信されたため、最大経験値2倍にはいたらなかった。
- 魔人ブウチームに挑め！

2014年5月9日から5月13日までのスペシャルボスミッション。魔人ブウ：純粋（南の界王神吸収）、大界王神、ビビディと戦うミッション。
- ヒーローズ武道会

2014年5月29日から6月22日までのスペシャルミッション。天下一武道会で剛腕チームを倒し、優勝するミッション。敵チームはランダムで登場し、トーナメント式で始める。負ければ最初からやり直しになる。なおチームは大会優勝者のデッキを再現している。
- よみがえる復活U（ユニット）チームはエリート人造人間アバター（超クラスアップ）、孫悟空（超サイヤ人）、ミスター・サタン、魔人ブウ：善、ハッチヒャック
- 非情なる気絶破壊チームはバーサーカー魔人アバター（超クラスアップ）、Dr.ミュー、トランクス：GT（ベビー寄生超サイヤ人）、スーパーベビー、スーパーベビー2
- 制御不能の超パワーチームはヒーローフリーザ一族アバター（超クラスアップ）、ブロリー（超サイヤ人3）、バーダック（超サイヤ人）、パラガス、ビルス

勝利するごとによって、勝利ポイントゲージが溜まり、勝利すれば1pt、優勝すれば3ptとなり、勝利ポイント数により最大経験値3倍が得られる。優勝すれば経験値100もらえる。このミッション限定で手に入るヒーローバッジ「武道会優勝バッジ」を戦闘終了時に入手できる。なお、このミッションをプレイすれば経験値30もらえる。結果は経験値2倍が配信されたため、最大経験値3倍にはいたらなかった。
- ジャッキー・チュンチームに挑め！

2014年6月26日から7月8日までのスペシャルボスミッション。ジャッキー・チュン、孫悟空：少年期、クリリン：少年期、ヤムチャと戦うミッション。
- 超六星龍に挑め！

2014年6月26日から7月8日までのスペシャルボスミッション。超六星龍と戦うミッション。
- バビディのふしぎな宇宙船を攻略せよ！

2014年7月24日から8月17日までのチャレンジミッション。バビディのふしぎな宇宙船に待ち構える敵を倒し、攻略するミッション。
- 地下一階はプイプイ、スポポビッチ、ヤムー
- 地下二階は魔人ブウ：善、ダーブラ、バビディ
- 地下三階は破壊王子ベジータ、破壊王ターレス、破壊王合体人造人間13号、破壊王スラッグ、破壊王ハッチヒャック
- 地下四階は破壊王ブロリー

勝利するごとによって、クリアポイントゲージが溜まり、地下一階、二階は1ptで三階、四階は2ptとなり、クリアポイントゲージによって最大経験値2倍が得られる。今回のミッションはチャレンジミッションスタンプが登場。チャレンジミッションを遊ぶだけで、スタンプを一つもらえる。集めるごとにボーナスがもらえる。全部集めればコンプリートボーナスとして経験値100もらえる。なお、このミッションをプレイすればミッション限定で手に入るヒーローバッジ「バビディの宇宙船バッジ」を戦闘終了時に入手できる可能性もあった。またもう一つ最深部（地下四階）制覇で手に入るヒーローバッジ「最深部制覇バッジ」を戦闘終了時に入手できる。なお、地下三階をクリアすれば経験値50もらえ、最深部（地下四階）をクリアすれば経験値80もらえる。結果は経験値2倍と友情度ボーナス1.5倍が配信された。さらに好評につき8月31日まで延期になった。しかし、クリアポイントは加算されないが限定ヒーローバッジはゲット可能。
- ドラゴンウィーク開催!

2014年8月20日から8月31日までの夏休みスペシャルミッション。黒煙の龍、二星龍、六星龍のどちらかを選んで戦うミッション。
- マジュニアチームに挑め！

2014年9月2日から9月9日までのスペシャルボスミッション。マジュニア、孫悟空と戦うミッション。
- 悪の科学者を阻止せよ！

2014年9月25日から10月19日までのチャレンジミッション。日本に襲来してくる科学者たちを討つミッション。全国4エリア対抗となっている。敵はランダムで出てくる。STEP1は3人の科学者と改造したバイオマンと対戦。
- 攻撃特化はDr.ゲロ、バイオマン×4（赤色）
- 防御特化はDr.ミュー、バイオマン×4（青色）
- 妨害特化はDr.ライチー、バイオマン×4（白色）

クリアしていくごとに各エリアクリア回数が溜まり、最初に満タンになったエリアからSTEP2が配信される。
- STEP2はDr.コーチン、Dr.ゲロ、Dr.ミュー、Dr.ライチー、バイオマン（金色）

各エリアクリア回数をさらに溜め、順位によって豪華なごほうびが配信される。
- 一位が経験値2.0倍とレアバッジボーナス
- 二位が経験値1.8倍とレアバッジボーナス
- 三位が経験値1.5倍とレアバッジボーナス
- 四位が経験値1.5倍

そして、STEP1でたまに金色のバイオマンが出てくる。すぐに逃げてしまうがいる間に倒すことができれば経験値120とSR（スーパーレア）バッジ以上がもらえる。STEP2は必ず出る。今回のミッションはチャレンジミッションスタンプが登場。チャレンジミッションを遊ぶだけで、スタンプを一つもらえる。集めるごとにボーナスがもらえる。全部集めればコンプリートボーナスとして経験値100もらえる。STEP1とSTEP2をクリアすればこのミッション限定で手に入るヒーローバッジ「悪の科学者バッジ」が戦闘終了時に入手できる可能性もあった。結果一位がCエリア、二位がBエリア、三位がAエリア、四位がDエリアとなった。
- 異世界からきたトランクスに挑め！

2014年10月22日から11月11日までのスペシャルボスミッション。『ドラゴンボール ゼノバース』に登場するトランクス：ゼノと戦うミッション。
- ウソ泣き悟天と怒りのブロリー

2014年11月27日から12月23日までのチャレンジミッション。大暴れするブロリーを撃退するミッション。このミッションはカードは4枚しか登録できず、後の1人は孫悟天が仲間として入る。悟天の嘘泣きによりミッションによってブロリーがチェンジしていく。
- ミッション1は通常状態から超サイヤ人に
- ミッション2は超サイヤ人から伝説の超サイヤ人に

勝利するごとによって、クリアポイントゲージが溜まり、満タンになったらミッション3が配信される。
- ミッション3は伝説の超サイヤ人から超サイヤ人4に

クリアポイントゲージによって最大経験値3倍と友情度1.5倍が得られる。ミッション1とミッション2をクリアすればこのミッション限定で手に入るヒーローバッジ「ブロリー撃退バッジ」とミッション3は「最強ブロリー撃退バッジ」が戦闘終了時に入手できる可能性もあった。結果は最大経験値3倍と友情度1.5倍が配信された。
- ブロリー達をたおせ！

2014年12月25日から1月4日までのスペシャルボスミッション。ブロリー（超サイヤ人3）、魔人ブウ：純粋と戦うミッション。
- 巨大バイオブロリーをたおせ

2014年12月25日から1月4日までのスペシャルボスミッション。巨大バイオブロリーと戦うミッション。
- スーパーパイクーハンを倒せ！

前半 2014年11月13日から12月7日、後半 2014年12月11日から2015年1月12日までのヒーロー武道会ミッション。スーパーパイクーハンと戦うミッション。ヒーローライセンスを使ってこのミッションに挑むと、ヒーロー武道会の予選に参加できる。
- 超サイヤ人4ブロリーを倒せ

2015年1月8日から1月13日までのスペシャルミッション。超サイヤ人4ブロリーを倒すミッション。
- 邪悪龍を狙い撃て！

2015年1月29日から2015年2月22日までのチャレンジミッション。7人の邪悪龍を狙い、そして討伐するミッション。今回のミッションはただ倒すだけではなく、邪悪龍を狙ってとどめした邪悪龍をボーナスに埋めること。なお、このミッションはカードは4枚しか登録できず、後の1人はそれぞれのミッションで孫悟空：GT、ベジータ:GTが仲間として入る。
- ミッション1は二星龍、五星龍。ここでは孫悟空：GTが仲間として駆け付ける。
- ミッション2は七星龍、六星龍。ここではベジータ：GTが仲間として駆け付ける。
- ミッション3は一星龍、四星龍、三星龍。ミッション1と同様、孫悟空：GT（超サイヤ人4）が仲間として駆け付ける。

邪悪龍を討伐すれば経験値が70もらえる。ただし、すでに埋まっている邪悪龍は経験値はもらえない。クリアポイントゲージによって最大経験値2倍とレアバッジ獲得率アップが得られる。このミッション限定で手に入るヒーローバッジ「邪悪龍を狙い撃ちバッジ」が戦闘終了時に入手が可能性も。すべての邪悪龍を討伐できればヒーローバッジ「スゴ腕シューターバッジ」が戦闘終了時に入手が可能。
- 謎の戦士を倒せ！

2015年1月29日から2015年2月22日までのスペシャルボスミッション。『ドラゴンボール ゼノバース』発売記念として謎の戦士ミラと戦うミッション。
- 一星龍に挑め！

2015年2月25日から2015年3月2日までのスペシャルボスミッション。一星龍と戦うミッション。
- 超三星龍たちに挑め！

2015年2月25日から2015年3月2日までのスペシャルボスミッション。超三星龍、超四星龍と戦うミッション。
- 超一星龍に挑め！

2015年3月5日から2015年3月10日までのスペシャルボスミッション。超一星龍と戦うミッション。

### ゴッドミッション
- 出たー!!帝王フリーザ

2015年4月29日から2015年5月6日までのチャレンジミッション。悟飯とクリリンでナメック星を捜索しドラゴンボールを集めていく。途中でナメック星人に会うとドラゴンボールがもらえフリーザ軍に会うとバトルになる。ドラゴンボールの数により経験値がアップする。
- ベジータ
- キュイ
- フリーザ
- 復活の「F」たちに挑め！

2015年4月18日から2015年5月12日までの劇場版公開記念ミッション。『復活の「F」』公開を記念して配信されたミッション。フリーザ復活、タゴマ、ソルベと戦うミッション。
- 復活の「F」たちに挑め！

2015年5月28日から2015年6月21日までのチャレンジミッション。3つのミッションの敵と戦う。勝利したミッションに応じ2015年6月24日から2015年6月30日までに経験値アップし、2015年7月2日から2015年7月7日までにレアパッジ獲得率アップキャンペーン実施。このミッションでは全クリア後アバターがゴールデンデスボールを覚え、限定バッジがもらえる。
- フリーザたちを倒せ！

2015年6月24日から2015年7月14日までのスペシャルミッション。フリーザ復活、タゴマ、ソルベ、シサミと戦う。
- 進化バッジ登場！超戦士からパワーを奪え！

2015年7月30日から2015年8月23日までのチャレンジミッション。トワからサイヤ人を倒しそのエネルギーを奪うよう頼まれる。バトルに勝つと力の書のバッジか、技の書のバッジがもらえる。さらにミッションを勝てば勝つほどバッジが強くなる。全国の勝利ポイントに応じ、2015年8月26日から2015年9月6日までに経験値アップ、2015年9月8日から2015年9月15日までに友情ボーナスアップキャンペーン実施。
力の書
- ベジータ、ナッパ、ラディッツ
- ターレス、バーダック、孫悟空
- 孫悟空（超サイヤ人3）、ベジータ（超サイヤ人3）

技の書
- グレートサイヤマン、孫悟天、トランクス（幼年期）
- バーダック、トーマ、セリバ、トテップ、パンブーキン
- ブロリー（超サイヤ人3）

- ビルスとウイスを倒せ

2015年8月26日から2015年9月15日までのスペシャルボスミッション。ビルスとウイスと戦うミッション。
- バーダック・ゼノをたおせ

2015年8月26日から2015年9月15日までのスペシャルボスミッション。バーダック・ゼノと戦うミッション。
- 劇場版『ドラゴンボールZ 復活のF』DVD＆ブルーレイ発売記念ミッション

2015年9月18日から2015年11月17日までの限定ミッション。劇場版『ドラゴンボールZ 復活の「F」』DVD＆ブルーレイ発売記念として配信されたミッション。
- 激闘神バトル編破壊神ビルスを討て！

2015年10月1日から2015年10月25日までのチャレンジミッション。神たちとバトルをし、待ち受ける破壊神ビルスに挑むというもの。クリア後、超サイヤ人ゴッド孫悟空が待ち受ける。クリア後、神龍メダボーナスがあるが初回のみとなる。クリアポイントに応じ、2015年10月28日から2015年11月8日までに経験値アップ、2015年11月10日から2015年11月17日までに友情ボーナスアップキャンペーン実施。
- （ステージ1）神様、孫悟空:少年期
- （ステージ2）界王神、キビト（キビト神）
- （ステージ3）大界王神、西の界王神、界王神、南の界王神、北の界王神
- （ステージ4）破壊神ビルス、ウイス
- （ステージ5）超サイヤ人ゴッド孫悟空
- トワたちを倒せ

2015年10月28日から2015年11月17日までのスペシャルボスミッション。トワ、ハルハル、シュンシュンと戦うミッション。
- 神様たちに挑め

2015年10月28日から11月17日までのスペシャルボスミッション。神様とピッコロ大魔王と戦うミッション。
- ヒーローたちへの挑戦状

2015年11月20日から2016年1月19日までのヒーローズスタジアム限定ミッション。歴代のボスたちと戦い、待ち受ける超サイヤ人4ブロリーに挑むというもの。チャージインパクトに勝利するごとに、もらえる経験値がアップするボーナスミッション。クリア後限定バッジが手に入る。
- 復活のB

2015年12月3日から2016年1月4日までの5周年記念ミッション。3つのステージの相手と戦い、待ち受けるトワたちに挑むというもの。ステージをクリアするごとにバッジがもらえる。全クリア後には限定バッジが手に入る。クリアポイントに応じ、2016年1月7日から2016年1月19日までに経験値アップキャンペーン実施。さらにクリア後最後に出てくるQRコードを入力するとドラゴンボールヒーローズアルティメットミッション2でミッションが解放される。
- （ステージ1）栽培マン（5体）（ランダムで出てくる赤い栽培マンが出ると経験値アップ）
- （ステージ2）破壊王子ベジータ、破壊王合体13号、破壊王ターレス、破壊王ハッチヒャック、破壊王スラッグ
- （ステージ3）大猿悟飯
- （ステージ4）トワ、孫悟空（超サイヤ人4）、ジャネンバ
- 超17号たちを倒せ

2015年12月25日から2016年1月19日までのスペシャルボスミッション。超17号（人造人間18号吸収）、トワと戦うミッション。本作では18号が仲間として駆けつける。
- フリーザの宇宙船最深部にたどり着け！

2016年2月4日から2016年2月28日までのチャレンジミッション。フリーザ軍を倒していき待ち受けるゴールデンフリーザに挑むというもの。ステージをクリアするごとにバッジと経験値がもらえる。クリアポイントに応じ、2016年3月2日から2016年3月8日までに経験値アップキャンペーン実施。さらにクリア後最後に出てくるQRコードを入力するとドラゴンボールヒーローズアルティメットミッション2でミッションが解放される。
- （ミッション1）キュイ、シサミ
- （ミッション2）ギニュー、ジース、バータ、リクーム、グルド
- （ミッション3）ザーボン、ドドリア、ソルベ、タゴマ
- （ミッション4）ゴールデンフリーザ
- 寄生体ベビーを倒せ！

（前編）2016年2月10日から2016年2月22日までと（後編）2016年2月24日から2016年3月8日までのスペシャルボスミッション。本ミッションでは前編と後編があり、次々と寄生するベビーから地球を守るというもの。
前編
- （ミッション1）ベビー少年体、ベジータ:GT（ベジータベビー）
- （ミッション2）ベビー少年体、ジャネンバ（ジャネンバベビー）

後編
- （ミッション1）ベビー少年体、トランクス:GT（スーパーベビー:トランクス）
- （ミッション2）ベビー少年体、ハッチヒャック（ハッチヒャックベビー）

## 主題歌
「ドラゴンボールヒーローズ テーマソング」（2010年11月）
歌 - Dragon Soul（谷本貴義） / 作詞 - エンジニアよしと / 作曲 - 岩崎貴文
「ドラゴンボールヒーローズ ギャラクシーミッションシリーズ テーマソング」（2012年3月）
歌 - Dragon Soul（谷本貴義） / 作詞 - エンジニアよしと / 作曲 - 岩崎貴文
「「ドラゴンボールヒーローズ 邪悪龍ミッションシリーズ テーマソング」（2013年11月）
歌 - Dragon Soul（谷本貴義） / 作詞 - エンジニアよしと / 作曲 - 岩崎貴文 / 編曲 - 谷本貴義
「「ドラゴンボールヒーローズ ゴッドミッションシリーズ テーマソング」（2015年3月）
歌 - Dragon Soul（谷本貴義・五條真由美） / コーラス - 宮島さくら / 作詞 - エンジニアよしと / 作曲 - 岩崎貴文 / 編曲 - 谷本貴義

## 関連商品
ヒーローライセンスセット
2010年11月11日発売
ヒーローライセンスとヒーローアバターカードがセットになった初心者キット。
オフィシャルバインダー
2010年11月11日発売
カードを収納できるバインダー。スペアのカードダス公式4ポケットリフィルの追加も可能。ヒーローライセンスとヒーローアバターカードが付いている。
オフィシャルカードスリーブ
2010年11月11日発売
右上にロゴ、右下にフレームが書かれている。
スターターセット
2010年12月25日発売
ヒーローライセンスとヒーローアバターカード、孫悟空、孫悟飯、ベジータ、トランクスの特製キラカードがセット。これらの4枚でオリジナルアビリティが発動される。
ドラゴンボールヒーローズ ヒーローズガイド
2011年1月13日発売
第1弾、第2弾、アバターカードの全146枚を全網羅し、アルティメットユニット、アビリティなども載った情報満載の本。付録カード「孫悟空」付き。
オフィシャルバインダー2
2010年3月17日発売
カードを収納できるバインダー。スペアのカードダス公式4ポケットリフィルの追加の可能。
ヒーローライセンスと魔人族が描かれたヒーローアバターカードがついている。前作に加えIC専用リフィルが付いている。
ヒーローライセンスセット2
2011年3月17日発売
ヒーローライセンスと魔人族がデザインされたヒーローアバターカードがセットになった初心者キット。
ドラゴンボールヒーローズスナック
発売中
バーベキュー味のスナックに、全10種類の第2弾の再録カード一枚がついたセット。
ドラゴンボールヒーローズカードグミ
2011年4月25日発売
グミと、全12種類のカード一枚のセット。
ドラゴンボールヒーローズ ヒーローズガイド
2011年5月19日
第1弾 - 第4弾の全309枚を全網羅し、アルティメットユニット、アビリティなども載った情報満載の本。カードアクション「チェンジ」が付いた付録カード「ゴテンクス」付き。
スターターセット2
2011年5月19日発売
ヒーローライセンスとヒーローアバターカード、バーダック、孫悟空、孫悟飯、孫悟天の特製キラカードがセット。これらの4枚でオリジナルユニットが発動される。
ドラゴンボールヒーローズコレクション
発売中
全8種の第3弾の再録カードに連動したフィギュアとラムネ菓子のセット。
オフィシャルバインダー3
2011年7月14日発売
カードを収納できるバインダー。スペアのカードダス公式4ポケットリフィルの追加の可能。ヒーローライセンスとフリーザ一族アバターが描かれたヒーローアバターカードがついている。
ヒーローライセンスセット3
2011年7月14日発売
ヒーローライセンスとフリーザ一族アバターがデザインされたヒーローアバターカードがセットになった初心者キット。
ドラゴンボールヒーローズカードグミ2
2011年8月28日発売
全4種のグミと、全12種類のカード一枚のセット。
ヒーローズガイド3
2011年9月15日発売
第1弾 - 第6弾の全479枚を全網羅し、アルティメットユニット、アビリティなども載った情報満載の本。カードアクション「合体」が付いた付録カード「魔人ブウ：悪」付き。
スターターセット3
2011年9月15日発売
ヒーローライセンスとヒーローアバターカード、トランクス：幼年期、孫悟天、孫悟空、ベジータの特製キラカードがセット。これらの4枚全てがカードアクション持ち。
ヒーローライセンスセット4
2011年11月17日発売
ヒーローライセンスと超サイヤ人アバターが描かれたヒーローアバターカードがセットになった初心者キット。
オフィシャルバインダーセット4
2011年11月17日発売
カードを収納できるバインダー。スペアのカードダス公式4ポケットリフィルの追加の可能。ヒーローライセンスと超サイヤ人状態のサイヤ人（おとこ）アバターが描かれたヒーローアバターカードがついている。
ドラゴンボールヒーローズカードグミ3
2011年12月28日発売
全4種のグミと、全12種類のカード1枚のセット
ヒーローズガイド4
2012年1月19日発売
第1弾 - 第8弾までのカードデータ、攻略情報、アルティメットユニット、アビリティなどの情報が記載されている。カードアクションアビリティ「チェンジ」を持つブロリーと、超アビリティ「時空転送」を持つ孫悟飯：幼年期の2枚のカードが付録。
スターターセット(GALAXY MISSION)
2012年3月22日発売
ヒーローライセンスとヒーローアバターカード、孫悟空：GT、トランクス：GT、パン、ベジータ：GTの特製キラカードがセット。
ドラゴンボールヒーローズカードグミ4
2012年4月中旬発売
全4種のグミと、全12種類のカード1枚のセット
ドラゴンボール改（魔人ブウ編） オープニング・テーマ《限定盤》
2014年6月18日発売
孫悟空のカードと特製DVDが付属。このDVDには第1、第2シリーズのオープニングアニメーション、第3シリーズのゲーム映像、そして各シリーズのテーマソングが全てフルサイズで収録されている。
ドラゴンボールヒーローズ キャンディー
2015年3月31日発売
2種類の味のキャンディーと6種類のカード1枚のセット。
ドラゴンボールヒーローズ カードグミ16
2015年6月17日発売
全4種のグミと12種類のカード1枚のセット。
バンダイ公式5周年記念ファンブック ドラゴンボールヒーローズ 5th ANNIVERSARY MISSION
2015年11月19日発売（JAN 4910113240162）
ドラゴンボールヒーローズシリーズ5周年記念ファンブック。

## 反響・評価
稼動2周年には1億枚を突破し2013年10月18日段階で累計プレイヤー人数90万人、稼動3周年には累計出荷枚数は2億枚、稼動4周年には累計出荷枚数は3億枚を突破し2014年10月段階で累計プレイヤー人数120万人を超え2013年度の売上見込みは関連商品を含め100億円を上回り、デジタルキッズゲーム400億円の市場規模のうちの4分の1を占めるなど高い人気を得ている。またプレイヤーの半数以上は原作やアニメの未視聴者が占めており、そのことに関して原作者の鳥山も驚いていた。稼働5年目には累計出荷枚数4億枚、累計プレイヤー人数160万人を突破した。稼働6周年の2016年10月に累計出荷枚数5億枚、累計プレイヤー人数196万人を突破し、同年11月から新シリーズ『スーパードラゴンボールヒーローズ』に移行している。

## 情報番組
『DRAGONBALL HEROES ヒーローズロード』
2011年3月26日よりアニマックスで放送のゲーム情報番組。バトルナビゲーターのソラと一般参加者がバトル勝負をする。『ギャラクシーミッション』へのリニューアルに伴い、2012年3月24日放送分より、『DRAGONBOLL HEROES ヒーローズロードG』にリニューアルした。そして『邪悪龍ミッション』へのリニューアルに伴い、2013年11月より『DRAGONBOLL HEROES ヒーローズロードV』にリニューアル。

### 放送局
| 放送地域 | 放送局       | 放送期間        | 放送日時                        | 系列   |
| -------- | ------------ | --------------- | ------------------------------- | ------ |
| 日本全域 | アニマックス | 2011年3月26日 - | 土曜 19時25分 - 日曜 14時25分 - | BS放送 |

## 漫画版
ドラゴンボールヒーローズ Victory Mission（ビクトリーミッション）
マンガ - とよたろう
『Vジャンプ』2012年11月号から2015年1月号→『Vジャンプ+』。2015年2月号までで計28話が掲載された。本作は小学生の少年少女たちを主要人物に据えており、「ゲーム空間のアバターに意識を移して戦う」という設定が使われている。当初は主人公ビートがゲームの敵に挑む姿が描かれたが、すぐにプレイヤー同士のバトルがメインとなり、終盤ではドラゴンボールに登場した敵と戦うという展開となっている。後に同作者が『ドラゴンボール超』の漫画版を連載し始め、それに伴い『ドラゴンボールヒーローズ Victory Mission』は連載休止となっていたが、『バンダイ公式5周年記念ファンブック ドラゴンボールヒーローズ 5th ANNIVERSARY MISSION』（2015年11月19日発売）に第29話が掲載。また、同ファンブックが発売するタイミングで、ドラゴンボールヒーローズ公式サイトにて第1話から第28話がアップされた。家庭ゲーム版『ワールドミッション』には「Victory Mission」をもとにしたキャラクターが数多く登場するが、ビート、ノート、フローズの三者は性格が異なる。特にビートはその傾向が強い。
2024年8月29日に発売された『Vジャンプブックス スーパードラゴンボールヒーローズ 英雄の軌跡 ―HEROES MEMORIES―』に最終回となる第30話が掲載された。
ドラゴンボールヒーローズ 超（スーパー）カリスマミッション!
マンガ - ながやま由貴
『最強ジャンプ』2013年12月号別冊付録で『ルーキーカリスマミッション0』が掲載。『最強ジャンプ』2014年4月号からは『超カリスマミッション!』が掲載開始された。最初は特別読み切りとして掲載されていたが、途中から連載作品に変わった。『最強ジャンプ』2016年9月号からは同作者が『スーパードラゴンボールヒーローズ 暗黒魔界ミッション!』の短期集中連載が始まり、『ドラゴンボールヒーローズ 超カリスマミッション!』は同誌2016年7月号掲載分を最後に連載休止となる。その後、『最強ジャンプ』2017年1月号から『ドラゴンボールヒーローズ 超カリスマミッション!』をリニューアルした『スーパードラゴンボールヒーローズ 極カリスマミッション!!』が連載開始された。

## 家庭用ゲーム

### ドラゴンボールヒーローズ アルティメットミッション
2013年2月28日発売のニンテンドー3DS用ゲームソフト。本作を家庭用ゲーム向けに移植したカードバトルアドベンチャーゲーム。すれ違い対戦も可能になっている。初回封入特典として、ヒーローライセンスとヒーローアバターカード、新キャラクター2種含めた4枚のカードが付属。販売本数は2014年時点で28万3,959本を記録。出荷本数は2015年12月時点で、30万8,000本を記録。

### ドラゴンボールヒーローズ アルティメットミッション2
2014年8月7日発売のニンテンドー3DS用ゲームソフト。『ドラゴンボールヒーローズ アルティメットミッション』の続編。邪悪龍ミッション3弾までの21作分を収録、収録カード総数も2000枚以上となる。新モードとして、ストーリーモードにあたる『アルティメットユニバースモード』、難易度が高い特殊なモード『バーストリミットミッション』、すれちがい通信による対戦・協力プレイを追加。初回封入特典として特製カードセットを付属。販売本数は2015年時点で19万1,982本を記録。出荷本数は2015年12月時点で、30万本を記録。

### ドラゴンボールヒーローズ アルティメットミッションX
2017年4月27日発売のニンテンドー3DS用ゲームソフト。『ドラゴンボールヒーローズ アルティメットミッション2』の続編。新モードとして、ミッションを作って公開できる『アルティメットクリエイションモード』がある。ゴッドミッション10弾までの36作分を収録、収録カード総数は3000枚以上となった。販売本数は2018年1月時点で23万7,230本を記録。